# I liga polska w piłce nożnej (2015/2016)/Wyniki spotkań

## Zestawienie wszystkich rozegranych meczów
Kliknięcie na wynik powoduje przejście do opisu danego spotkania.
|                       | ARK      | BYT      | CCH      | CHG | DOL      | BEŁ      | KAT      | MIE | KLU | OGR      | PSI | ROZ | SNS      | STO | WIG      | WPŁ | ZSO | ZAW      |
| --------------------- | -------- | -------- | -------- | --- | -------- | -------- | -------- | --- | --- | -------- | --- | --- | -------- | --- | -------- | --- | --- | -------- |
| Arka Gdynia           | –        | 1:1      | 0:0      | 1:1 | 3:2      | 2:1      | 1:0      | 2:0 | 1:1 | 0:0      | 3:0 | 4:0 | 2:1      | 0:1 | 0:2      | 4:2 | 2:2 | 1:1      |
| Bytovia Bytów         | 1:1      | –        | 1:1      | 0:3 | 1:4      | 2:2      | 0:3      | 0:0 | 2:1 | 2:2      | 3:1 | 2:1 | 1:0      | 1:1 | 0:0      | 1:2 | 3:0 | 2:2      |
| Chojniczanka Chojnice | 2:3      | 1:6      | –        | 1:1 | 1:1      | 2:0      | 0:2      | 1:0 | 3:1 | 2:1      | 1:0 | 1:3 | 0:1      | 1:1 | 0:1      | 2:1 | 2:0 | 0:2      |
| Chrobry Głogów        | 0:1      | 0:1      | 0:1      | –   | 3:0 (wo) | 1:2      | 0:0      | 2:1 | 5:1 | 2:1      | 1:1 | 1:2 | 1:1      | 3:0 | 3:0      | 2:0 | 1:3 | 3:1      |
| Dolcan Ząbki          | 0:3 (wo) | 0:3 (wo) | 0:3 (wo) | 1:1 | –        | 0:3 (wo) | 0:3 (wo) | 3:4 | 1:1 | 0:3 (wo) | 6:1 | 1:0 | 0:3 (wo) | 1:0 | 0:3 (wo) | 0:1 | 4:1 | 0:3 (wo) |
| GKS Bełchatów         | 1:1      | 5:1      | 2:1      | 1:1 | 1:1      | –        | 1:2      | 0:1 | 0:2 | 1:2      | 0:0 | 0:2 | 1:0      | 0:1 | 0:2      | 0:2 | 2:0 | 2:1      |
| GKS Katowice          | 0:2      | 0:2      | 2:2      | 0:0 | 2:0      | 1:0      | –        | 0:1 | 5:1 | 0:2      | 1:0 | 2:2 | 2:4      | 2:2 | 2:0      | 2:1 | 0:1 | 1:0      |
| Miedź Legnica         | 0:0      | 2:0      | 2:2      | 0:2 | 1:1      | 1:1      | 1:1      | –   | 4:1 | 4:0      | 1:1 | 4:0 | 3:1      | 1:0 | 0:0      | 1:0 | 1:4 | 1:1      |
| MKS Kluczbork         | 0:2      | 1:1      | 1:3      | 0:2 | 3:0 (wo) | 0:0      | 1:2      | 0:0 | –   | 1:0      | 3:2 | 1:0 | 2:4      | 3:0 | 1:1      | 1:2 | 1:1 | 0:1      |
| Olimpia Grudziądz     | 1:2      | 1:1      | 1:0      | 2:1 | 1:1      | 1:3      | 1:0      | 0:1 | 1:2 | –        | 0:1 | 0:1 | 3:2      | 2:0 | 0:2      | 1:1 | 4:2 | 2:3      |
| Pogoń Siedlce         | 2:2      | 0:0      | 1:0      | 1:0 | 0:4      | 1:0      | 2:0      | 0:0 | 3:0 | 1:2      | –   | 2:0 | 0:0      | 0:1 | 1:0      | 0:0 | 3:2 | 0:3      |
| Rozwój Katowice       | 1:4      | 1:1      | 1:3      | 0:1 | 3:0 (wo) | 2:1      | 1:2      | 2:1 | 0:1 | 0:2      | 2:3 | –   | 2:0      | 2:1 | 1:3      | 2:1 | 0:1 | 1:3      |
| Sandecja Nowy Sącz    | 0:1      | 0:1      | 3:1      | 1:1 | 3:2      | 2:0      | 4:0      | 3:2 | 1:2 | 0:0      | 3:0 | 1:0 | –        | 0:2 | 1:0      | 1:3 | 3:3 | 4:0      |
| Stomil Olsztyn        | 0:4      | 0:0      | 2:0      | 2:1 | 3:0 (wo) | 0:2      | 0:0      | 0:1 | 1:0 | 1:1      | 2:0 | 2:1 | 2:2      | –   | 2:2      | 1:1 | 2:4 | 1:1      |
| Wigry Suwałki         | 0:1      | 2:2      | 0:1      | 1:2 | 0:1      | 2:2      | 0:1      | 0:0 | 2:2 | 2:1      | 3:1 | 4:0 | 2:0      | 1:2 | –        | 1:2 | 0:2 | 0:1      |
| Wisła Płock           | 0:2      | 2:1      | 2:1      | 0:1 | 3:0 (wo) | 2:0      | 2:0      | 2:0 | 3:0 | 3:0      | 0:2 | 1:0 | 0:0      | 0:0 | 0:0      | –   | 3:1 | 5:0      |
| Zagłębie Sosnowiec    | 4:2      | 2:0      | 2:1      | 2:0 | 3:0 (wo) | 0:1      | 2:1      | 0:1 | 0:2 | 0:0      | 2:1 | 0:1 | 2:0      | 2:1 | 2:3      | 0:1 | –   | 2:1      |
| Zawisza Bydgoszcz     | 2:2      | 2:3      | 1:0      | 4:1 | 0:3      | 1:0      | 0:3      | 4:1 | 2:3 | 1:1      | 1:0 | 2:1 | 2:2      | 3:0 | 1:2      | 1:3 | 6:1 | –        |

Drużyna gospodarzy jest wymieniona po lewej stronie tabeli.

Kolory: Niebieski = wygrana gospodarzy; Biały = remis; Czerwony = zwycięstwo gości.

## Runda jesienna (1 sierpnia – 29 listopada)
Źródło:
Źródło 2:

### 1. kolejka (1 sierpnia – 2 sierpnia)
| 1 sierpnia 2015 17:00 | MKS Kluczbork                                       | 0:2(0:0)Raport | Chrobry Głogów · 62', 90' Maciej Górski                                                                         | Stadion Miejski, Kluczbork Widzów: 1300 Sędzia: Tomasz Wajda (Żywiec) |
|                       | kartki: · Adam Orłowicz · Paweł Gierak · Piotr Giel |                | kartki: · Sławomir Janicki · Robert Pisarczuk · Karol Hodowany · Wołodymyr Hudyma · Michał Michalec (rezerwowy) |                                                                       |

| 1 sierpnia 2015 17:00 | Pogoń Siedlce               | 0:4(0:3)Raport | Dolcan Ząbki · 24', 44' Michał Bajdur · 37' Bartosz Osoliński · 85' Daniel Gołębiewski | Stadion Znicza, Pruszków Widzów: 310 Sędzia: Sebastian Jarzębak (Bytom) |
|                       | kartki: · Marcin Paczkowski |                | kartki: · Damian Jakubik · Szymon Sawala · Igor Sapała                                 |                                                                         |

| 1 sierpnia 2015 17:00 | GKS Bełchatów                         | 0:1(0:1)Raport | Stomil Olsztyn · 42' Łukasz Suchocki | GIEKSA Arena, Bełchatów Widzów: 2148 Sędzia: Marek Opaliński (Legnica) |
|                       | kartki: · Marcin Flis · Lukas Klemenz |                | kartki: · Jarosław Ratajczak         |                                                                        |

| 1 sierpnia 2015 18:00 | Arka Gdynia · Rafał Siemaszko 27' | 1:1(1:0)Raport | Zawisza Bydgoszcz · 48' Kamil Drygas                    | Stadion GOSiR, Gdynia Widzów: 5937 Sędzia: Zbigniew Dobrynin (Łódź) |
|                       |                                   |                | kartki: · Łukasz Nawotczyński · Maciej Kona · Alvarinho |                                                                     |

| 1 sierpnia 2015 18:00 | Miedź Legnica · Błażej Telichowski 31' · Michał Ilków-Gołąb 51'                   | 2:2(1:1)Raport | Chojniczanka Chojnice · 43' Maciej Rogalski · 47' Piotr Kieruzel | Stadion Miejski, Legnica Widzów: 2100 Sędzia: Piotr Lasyk (Bytom) |
|                       | kartki: · Michał Ilków-Gołąb · Yannick Kakoko · Łukasz Garguła · Marek Gancarczyk |                | kartki: · Marcin Biernat · Piotr Kieruzel · 59' Rafał Grzelak    |                                                                   |

| 1 sierpnia 2015 18:00 | Sandecja Nowy Sącz · Janusz Surdykowski 10'                    | 0:1(0:1)Raport | Bytovia Bytów                                               | Stadion im. Ojca Władysława Augustynka, Nowy Sącz Widzów: 798 Sędzia: Jacek Małyszek (Lublin) |
|                       | kartki: · Mateusz Bartków · Bartłomiej Dudzic · Grzegorz Baran |                | kartki: · Robert Mandrysz · Dawid Kort · Janusz Surdykowski |                                                                                               |

| 1 sierpnia 2015 19:00 | GKS Katowice · Filip Burkhardt 21' · Povilas Leimonas 28' | 2:0(2:0)Raport | Wigry Suwałki                                    | Stadion GKS, Katowice Widzów: 2260 Sędzia: Mateusz Złotnicki (Lublin) |
|                       | kartki: · Adrian Frańczak · Filip Burkhardt               |                | kartki: · Jakub Bartkowski · Adrian Karankiewicz |                                                                       |

| 1 sierpnia 2015 20:00 | Olimpia Grudziądz | 0:1(0:1)Raport | Rozwój Katowice · 43' Sebastian Gielza     | Stadion Miejski, Grudziądz Widzów: 2000 Sędzia: Piotr Idzik (Poznań) |
|                       |                   |                | kartki: · Robert Menzel · Sebastian Gielza |                                                                      |

| 2 sierpnia 2015 18:00 | Zagłębie Sosnowiec       | 0:1(0:1)Raport | Wisła Płock · 41' Maksymilian Rogalski     | Stadion Ludowy, Sosnowiec Widzów: 3080 Sędzia: Sebastian Krasny (Kraków) |
|                       | kartki: · Martin Pribula |                | kartki: · Jakub Bąk · Maksymilian Rogalski |                                                                          |

### 2. kolejka (8 sierpnia – 9 sierpnia)
| 8 sierpnia 2015 20:00 | Wigry Suwałki · Tomasz Jarzębowski 12' · Maksims Rafaɭskis 41' · Mateusz Żebrowski 50' · Mateusz Żebrowski 68' | 4:0(2:0)Raport | Rozwój Katowice | Stadion Miejski, Suwałki Widzów: 2000 Sędzia: Mariusz Korpalski (Toruń) |
|                       | kartki: · Artur Bogusz · Bartłomiej Kalinkowski                                                                |                |                 |                                                                         |

| 8 sierpnia 2015 20:00 | Bytovia Bytów · Michał Jakóbowski 3' · Janusz Surdykowski 73'                         | 2:2(1:1)Raport | Olimpia Grudziądz · 29' (k) Marcin Kaczmarek · 61' Fabian Pawela      | Stadion MOSiR, Bytów Widzów: 1800 Sędzia: Michał Mularczyk (Skierniewice) |
|                       | kartki: · Bartłomiej Poczobut · Robert Mandrysz · Dawid Kort · Chris Jastrzembski 90' |                | kartki: · Adrian Bielawski · Marcin Woźniak · Arkadiusz Kasperkiewicz |                                                                           |

| 8 sierpnia 2015 19:45 | Stomil Olsztyn · Arkadiusz Aleksander 32' (sam.) · Michał Trzeciakiewicz 83' | 2:2(1:0)Raport | Sandecja Nowy Sącz · 85' Ołeksandr Tarasenko · 90' Arkadiusz Aleksander     | Stadion OSiR, Olsztyn Widzów: 2259 Sędzia: Dominik Sulikowski (Gdańsk) |
|                       | kartki: · Rafał Remisz · Piotr Karłowicz                                     |                | kartki: · Dawid Szufryn · Kamil Słaby · Bartosz Sobotka · Bartłomiej Dudzic |                                                                        |

| 8 sierpnia 2015 19:00 | Chrobry Głogów · Michał Michalec 32'           | 1:1(1:1)Raport | Pogoń Siedlce · 27' Krzysztof Bodziony                     | Stadion Chrobrego, Głogów Widzów: 1200 Sędzia: Paweł Pskit (Łódź)) |
|                       | kartki: · Michał Michalec · Mateusz Chałambiec |                | kartki: · Konrad Wrzesiński · Daniel Chyła · Daniel Dybiec |                                                                    |

| 8 sierpnia 2015 18:00 | Zawisza Bydgoszcz · Kamil Drygas 52' (k) · Szymon Lewicki 56' | 2:3(0:2)Raport | MKS Kluczbork · 34' Piotr Kasperkiewicz · 36' Sebastian Deja · 69' Marcin Nowacki | Stadion im. Zdzisława Krzyszkowiaka, Bydgoszcz Widzów: 1293 Sędzia: Wojciech Krztoń (Olsztyn) |
|                       | kartki: · Krzysztof Nykiel                                    |                | kartki: · Rafał Niziołek                                                          |                                                                                               |

| 8 sierpnia 2015 18:00 | Wisła Płock                                                           | 0:2(0:1)Raport | Arka Gdynia · 18' Rafał Siemaszko · 90' Paweł Abbott | Stadion im. Kazimierza Górskiego, Płock Widzów: 2500 Sędzia: Piotr Lasyk (Bytom) |
|                       | kartki: · Cezary Stefańczyk · Patryk Stępiński · Maksymilian Rogalski |                | kartki: · Antoni Łukasiewicz                         |                                                                                  |

| 8 sierpnia 2015 18:00 | GKS Katowice | 0:1(0:1)Raport | Zagłębie Sosnowiec · 24' Konrad Budek | Stadion GKS, Katowice Widzów: 6700 Sędzia: Tomasz Radkiewicz (Łódź) |
|                       |              |                |                                       |                                                                     |

| 8 sierpnia 2015 20:00 | GKS Bełchatów · Bartłomiej Bartosiak 82' (k) · Patryk Rachwał 90' (k)                                                                                | 2:1(0:0)Raport | Chojniczanka Chojnice · 54' Andrzej Rybski                                                 | GIEKSA Arena, Bełchatów Widzów: 1525 Sędzia: Marcin Szczerbowicz (Olsztyn) |
|                       | kartki: · Maciej Krakowiak · Václav Cverna · Lukáš Kubáň · Patryk Rachwał · Lukas Klemenz · Szymon Zgarda 90' · Jakub Serafin · Bartłomiej Bartosiak |                | kartki: · 90' Wojciech Lisowski · Paweł Zawistowski · Radosław Bartoszewicz · Jakub Mrozik |                                                                            |

| 8 sierpnia 2015 20:00 | Miedź Legnica · Błażej Telichowski 32'                          | 1:1(1:0)Raport | Dolcan Ząbki · 68' Aleksander Jagiełło                                             | Stadion Miejski, Legnica Widzów: 1498 Sędzia: Robert Marciniak (Kraków) |
|                       | kartki: · Adrian Łuszkiewicz · Marek Gancarczyk · Tadas Labukas |                | kartki: · Damian Jakubik · Szymon Sawala · 74' Szymon Matuszek · Bartosz Osoliński |                                                                         |

### 3. kolejka (15 sierpnia – 16 sierpnia)
| 15 sierpnia 2015 18:30 | Zagłębie Sosnowiec · Michał Fidziukiewicz 72', 86'                                                          | 2:3(0:2)Raport | Wigry Suwałki · 4' Kamil Adamek · 32' Bartłomiej Kalinkowski · 88' Tomasz Jarzębowski | Stadion Ludowy Sosnowiec Widzów: 2155 Sędzia: Marek Opaliński (Legnica) |
|                        | kartki: · Marcin Sierczyński 90' · Konrad Budek · Krzysztof Markowski · Dawid Ryndak · Michał Fidziukiewicz |                | kartki: · Adrian Karankiewicz · Mateusz Żebrowski · Maksims Rafajskis · Robert Hirsz  |                                                                         |

| 15 sierpnia 2015 18:00 | Arka Gdynia · Tadeusz Socha 90' | 1:0(0:0)Raport | GKS Katowice                                                      | Stadion GOSiR, Gdynia Widzów: 4532 Sędzia: Wojciech Krztoń (Olsztyn) |
|                        | kartki: · Grzegorz Tomasiewicz  |                | kartki: · Alan Czerwiński · Adrian Frańczak · Krzysztof Wołkowicz |                                                                      |

| 15 sierpnia 2015 17:00 | MKS Kluczbork · Michał Kojder 44'                | 1:2(1:0)Raport | Wisła Płock · 49' Dimityr Ilijew · 85' Mikołaj Lebedyński                  | Stadion Miejski, Kluczbork Widzów: 1150 Sędzia: Tomasz Radkiewicz (Łódź) |
|                        | kartki: · Piotr Kasperkiewicz · Maciej Kowalczyk |                | kartki: · Jakub Bąk · Piotr Mroziński · Dimityr Ilijew · Damian Piotrowski |                                                                          |

| 16 sierpnia 2015 17:00 | Pogoń Siedlce                                                  | 0:3(0:0)Raport | Zawisza Bydgoszcz · 50' Wasił Panajotow · 67' Alvarinho · 90' Jakub Łukowski | Stadion Znicza, Pruszków Widzów: 234 Sędzia: Łukasz Szczech (Warszawa) |
|                        | kartki: · Rafał Zembrowski · Daniel Chyła · Krzysztof Bodziony |                | kartki: · Krzysztof Nykiel · Blažo Igumanoviċ · Jakub Smektała               |                                                                        |

| 16 sierpnia 2015 18:00 | Miedź Legnica                                                               | 0:2(0:0)Raport | Chrobry Głogów · 71' Wołodymyr Hudyma · 88' Szymon Drewniak    | Stadion Miejski, Legnica Widzów: 2800 Sędzia: Sebastian Jarzębak (Bytom) |
|                        | kartki: · Michał Ilków-Gołąb · Keon Daniel · Łukasz Garguła · Tadas Labukas |                | kartki: · Damian Byrtek · Łukasz Bogusławski · Szymon Drewniak |                                                                          |

| 15 sierpnia 2015 20:00 | GKS Bełchatów · Hieronim Gierszewski 45'                                                 | 1:1(1:0)Raport | Dolcan Ząbki · 64' Marcin Krzywicki      | GIEKSA Arena, Bełchatów Widzów: 1427 Sędzia: Tomasz Marciniak (Płock) |
|                        | kartki: · Seweryn Michalski · Vacláv Cverna · Lukáš Kubáň · Patryk Rachwał · Marcin Flis |                | kartki: · Damian Jakubik · Szymon Sawala |                                                                       |

| 15 sierpnia 2015 18:00 | Sandecja Nowy Sącz · Ołeksandr Tarasenko 55' · Sebastian Szczepański 82' · Bartosz Sobotka 90' | 3:1(0:0)Raport | Chojniczanka Chojnice · 64' Paweł Zawistowski                                        | Stadion im. Ojca Władysława Augustynka, Nowy Sącz Widzów: 744 Sędzia: Piotr Lasyk (Bytom) |
|                        | kartki: · Dawid Szufryn · Ołeksandr Tarasenko · Arkadiusz Aleksandr                            |                | kartki: · Marcin Biernat · Piotr Kieruzel · Bartłomiej Niedziela · Paweł Zawistowski |                                                                                           |

| 15 sierpnia 2015 20:00 | Olimpia Grudziądz · Marcin Kaczmarek 7' (k) · Robert Szczot 89'  | 2:0(1:0)Raport | Stomil Olsztyn                               | Stadion Miejski, Grudziądz Widzów: 1500 Sędzia: Piotr Idzik (Poznań) |
|                        | kartki: · Michał Piter-Bučko · Marcin Smoliński · Donald Djoussé |                | kartki: · Dawid Szymonowicz · Paweł Głowacki |                                                                      |

| 15 sierpnia 2015 11:00 | Rozwój Katowice · Filip Kozłowski 90'                        | 1:1(0:0)Raport | Bytovia Bytów · 58' Janusz Surdykowski     | Stadion Rozwoju Katowice Widzów: 800 Sędzia: Kornel Paszkiewicz (Wrocław) |
|                        | kartki: · Tomasz Wróbel · Raúl Gonzáles · Kamil Cholerzyński |                | kartki: · Paweł Lisowski · Robert Mandrysz |                                                                           |

### 4. kolejka (22 sierpnia – 23 sierpnia)
| 22 sierpnia 2015 20:00 | Wigry Suwałki · Bartłomiej Kalinkowski 7' · Adrian Karankiewicz 23' | 2:2(2:1)Raport | Bytovia Bytów · 43' Michał Jakóbowski · 71' Janusz Surdykowski | Stadion Miejski, Suwałki Widzów: 1592 Sędzia: Łukasz Szczech (Warszawa) |
|                        | kartki: · Artur Bogusz                                              |                | kartki: · Adrtian Chomiuk · Daniel Mąka                        |                                                                         |

| 22 sierpnia 2015 18:00 | Sandecja Nowy Sącz · Arkadiusz Aleksander 13' · Bartłomiej Dudzic 66' (68) | 3:2(1:1)Raport | Dolcan Ząbki · 19' (k) Paweł Tarnowski · 52' Damian Kądzior   | Stadion im. Ojca Władysława Augustynka, Nowy Sącz Widzów: 1500 Sędzia: Mateusz Złotnicki (Lublin) |
|                        | kartki: · Bartłomiej Dudzic · Grzegorz Baran                               |                | kartki: · Damian Jakubik · Piotr Petasz · Damian Świerblewski |                                                                                                   |

| 22 sierpnia 2015 19:45 | Stomil Olsztyn · Rafał Kujawa 6' · Łukasz Suchocki 71' | 2:1(1:0)Raport | Rozwój Katowice · 54' Robert Tkocz | Stadion OSiR, Olsztyn Widzów: 2058 Sędzia: Jacek Małyszek (Lublin) |
|                        | kartki: · Grzegorz Lech                                |                |                                    |                                                                    |

| 22 sierpnia 2015 19:00 | Chrobry Głogów · Łukasz Szczepaniak 48' | 1:2(0:0)Raport | GKS Bełchatów · 80' Seweryn Michalski · 82' Vaćlav Cverna              | Stadion Chrobrego, Głogów Widzów: 1600 Sędzia: Dominik Sulikowski (Gdańsk) |
|                        | kartki: · Szymon Drewniak               |                | kartki: · Piotr Witasik · Lukáš Kubáň · Patryk Warchał · Dawid Flaszka |                                                                            |

| 21 sierpnia 2015 20:30 | Zawisza Bydgoszcz · Jakub Smektała 35' · Szymon Lewicki 49' · Wasił Panajotow 65' · Dawid Smug 76' (s) | 4:1(1:1)Raport | Miedź Legnica · 8' Bartosz Ślusarski   | Stadion im. Zdzisława Krzyszkowiaka, Bydgoszcz Widzów: 2483 Sędzia: Tomasz Wajda (Żywiec) |
|                        | kartki: · Krzysztof Nykiel · Tomasz Wełnicki                                                           |                | kartki: · Adrian Cierpka · Keon Daniel |                                                                                           |

| 22 sierpnia 2015 19:00 | Wisła Płock                                                               | 0:2(0:0)Raport | Pogoń Siedlce · 62' Adam Duda · 84' Konrad Wrzesiński                      | Stadion im. Kazimierza Górskiego, Płock Widzów: 815 Sędzia: Sebastian Jarzębak (Bytom) |
|                        | kartki: · Cezary Stefańczyk · Przemysław Szymiński · Maksymilian Rogalski |                | kartki: · Konrad Wrzesiński · Daniel Chyła · Daniel Dybiec · Kamil Dmowski |                                                                                        |

| 22 sierpnia 2015 19:00 | GKS Katowice · Grzegorz Goncerz 7', 19', 27', 87' (k) · Adrian Frańczak 82' | 5:1(3:0)Raport | MKS Kluczbork · 78' Piotr Giel | Stadion GKS, Katowice Widzów: 1650 Sędzia: Marcin Borski (Warszawa) |
|                        |                                                                             |                | kartki: · Rafał Niziołek       |                                                                     |

| 22 sierpnia 2015 18:00 | Zagłębie Sosnowiec · Jakub Arak 25' · Łukasz Matusiak 34' · Michał Fidziukiewicz 64' · Martin Pribula 72' | 4:2(2:1)Raport | Arka Gdynia · 4' Michał Nalepa · 81' Rashid Yussuff | Stadion Ludowy, Sosnowiec Widzów: 4297 Sędzia: Zbigniew Dobrynin (Łódź) |
|                        | kartki: · Martin Pribula                                                                                  |                | kartki: · Tadeusz Socha · Alan · Krzysztof Sobieraj |                                                                         |

| 22 sierpnia 2015 19:00 | Chojniczanka Chojnice · Piotr Kieruzel 12' · Tomasz Mikołajczak 34' | 2:1(2:0)Raport | Olimpia Grudziądz · 63' Marcin Kaczmarek          | Stadion Miejski Chojniczanka, Chojnice Widzów: 1000 Sędzia: Artur Aluszyk (Gorzów Wielkopolski) |
|                        | kartki: · Marcin Biernat · Tomasz Mikołajczak                       |                | kartki: · Tomasz Lewandowski · Donatas Kazlauskas |                                                                                                 |

### 5. kolejka (26 sierpnia – 27 sierpnia)
| 26 sierpnia 2015 18:30 | Arka Gdynia                                                                 | 0:2(0:0)Raport | Wigry Suwałki · 55' (k) Jakub Bartkowski · 70' Kamil Adamek | Stadion GOSiR, Gdynia Widzów: 4137 Sędzia: Łukasz Bednarek (Koszalin) |
|                        | kartki: · Marcin Warcholak · Michał Nalepa · Marcus Vinícius · Paweł Abbott |                | kartki: · Adrian Karankiewicz · Piotr Ruszkul               |                                                                       |

| 26 sierpnia 2015 17:00 | MKS Kluczbork · Sebastian Deja 90' | 1:1(0:1)Raport | Zagłębie Sosnowiec · 33' Jakub Arak    | Stadion Miejski, Kluczbork Widzów: 1000 Sędzia: Szymon Lizak (Poznań) |
|                        |                                    |                | kartki: · Łukasz Matusiak · Jakub Arak |                                                                       |

| 27 sierpnia 2015 18:00 | Pogoń Siedlce · Adam Duda 8' · Dawid Dzięgielewski 36'     | 2:0(2:0)Raport | GKS Katowice                                                                           | Stadion ROSRRiT, Siedlce Widzów: 230 Sędzia: Marcin Szczerbowicz (Olsztyn) |
|                        | kartki: · Konrad Wrzesiński · Daniel Chyła · Daniel Dybiec |                | kartki: · Povilas Leimonas · Wojciech Trochim · Krzysztof Wołkowicz · Grzegorz Goncerz |                                                                            |

| 27 sierpnia 2015 17:30 | Miedź Legnica · Grzegorz Bartczak 90' | 1:0(0:0)Raport | Wisła Płock | Stadion Miejski, Legnica Widzów: 1669 Sędzia: Piotr Idzik (Poznań) |
|                        | kartki: · Adrian Cierpka              |                | kartki: · Cezary Stefańczyk · Przemysław Szymiński · Bartłomiej Sielewski · Paweł Łysiak · Piotr Mroziński · Dimityr Ilijew |                                                                    |

| 26 sierpnia 2015 17:30 | GKS Bełchatów · Paweł Zięba 82' · Hieronim Gierszewski 86' | 2:1(0:1)Raport | Zawisza Bydgoszcz · 6' Szymon Lewicki          | GIEKSA Arena, Bełchatów Widzów: 1580 Sędzia: Jarosław Przybył (Kluczbork) |
|                        | kartki: · Lukáš Kubáň                                      |                | kartki: · Damian Ciechanowski · Jakub Łukowski |                                                                           |

| 26 sierpnia 2015 18:00 | Sandecja Nowy Sącz · Arkadiusz Aleksander 39' (k)          | 1:1(1:0)Raport | Chrobry Głogów · 77' Damian Byrtek              | Stadion im. Ojca Władysława Augustynka, Nowy Sącz Widzów: 1198 Sędzia: Jacek Lis (Katowice) |
|                        | kartki: · Marcin Makuch · Dawid Szufryn · Maciej Małkowski |                | kartki: · Wołodymyr Hudyma · 58' Damian Sędziak |                                                                                             |

| 26 sierpnia 2015 19:00 | Olimpia Grudziądz · Donald Djoussé 52'                              | 1:1(0:0)Raport | Dolcan Ząbki · 77' Daniel Gołębiewski | Stadion Miejski, Grudziądz Widzów: 800 Sędzia: Wojciech Krztoń (Olsztyn) |
|                        | kartki: · Michal Piter-Bučko · Tomasz Lewandowski · Adam Cieśliński |                | kartki: · Piotr Klepczarek II         |                                                                          |

| 26 sierpnia 2015 17:00 | Rozwój Katowice · Patryk Kun 90'               | 1:3(0:0)Raport | Chojniczanka Chojnice · 51' Andrzej Rybski · 64' Łukasz Kosakiewicz · 78' Tomasz Mikołajczak | Stadion Rozwoju, Katowice Widzów: 1000 Sędzia: Michał Mularczyk (Skierniewice) |
|                        | kartki: · Łukasz Winiarczyk · Sebastian Gielza |                | kartki: · Wojciech Lisowski · Rafał Grzelak                                                  |                                                                                |

| 23 września 2015 18:00 | Bytovia Bytów · Chris Jastrzembski 35'                                                              | 1:1(1:0)Raport | Stomil Olsztyn · 80' Dawid Szymonowicz   | Stadion MOSiR, Bytów Widzów: 659 Sędzia: Paweł Pskit (Łódź) |
|                        | kartki: · Łukasz Wróbel · Marek Opałacz · Robert Mandrysz · Janusz Surdykowski · Mateusz Klichowicz |                | kartki: · Tomasz Wełna · Łukasz Suchocki |                                                             |

### 6. kolejka (30 sierpnia – 31 sierpnia)
| 29 sierpnia 2015 20:00 | Wigry Suwałki · Łukasz Moneta 51' | 1:2(0:1)Raport | Stomil Olsztyn · 13' Rafał Kujawa · 59' Grzegorz Lech                               | Stadion Miejski, Suwałki Widzów: 3066 Sędzia: Dominik Sulikowski (Gdańsk) |
|                        | kartki: · Marcin Tarnowski        |                | kartki: · Arkadiusz Czarnecki · Jarosław Ratajczak · Irakli Meschia · Grzegorz Lech |                                                                           |

| 16 września 2015 20:00 | Chojniczanka Chojnice · Andrzej Rybski 34' | 1:6(1:3)Raport | Bytovia Bytów · 4', 70', 80' Mateusz Klichowicz · 26' Dawid Kort · 40' Łukasz Wróbel · 90' Janusz Surdykowski | Stadion Miejski Chojniczanka, Chojnice Widzów: 2700 Sędzia: Tomasz Marciniak (Płock) |
|                        | kartki: · Piotr Kieruzel · Rafał Grzelak   |                | kartki: · Łukasz Wróbel                                                                                       |                                                                                      |

| 29 sierpnia 2015 18:00 | Dolcan Ząbki · Paweł Tarnowski 56'                                   | 1:0(0:0)Raport | Rozwój Katowice                            | Stadion Dolcanu, Ząbki Widzów: 190 Sędzia: Artur Aluszyk (Gorzów Wielkopolski) |
|                        | kartki: · Piotr Klepczarek II · Szymon Matuszek · Daniel Gołębiewski |                | kartki: · Sebastian Gielza · Raúl González |                                                                                |

| 30 sierpnia 2015 17:00 | Chrobry Głogów · Szymon Drewniak 55' · Maciej Górski 90' | 2:1(0:0)Raport | Olimpia Grudziądz · 76' Wojciech Reiman | Stadion Chrobrego, Głogów Widzów: 1200 Sędzia: Tomasz Wajda (Żywiec) |
|                        |                                                          |                |                                         |                                                                      |

| 29 sierpnia 2015 18:00 | Zawisza Bydgoszcz · Szymon Lewicki 24' · Dawid Szufryn 45' (s)                 | 2:2(2:1)Raport | Sandecja Nowy Sącz · 21' Bartłomiej Kasprzak · 83' Mateusz Bartków                            | Stadion im. Zdzisława Krzyszkowiaka, Bydgoszcz Widzów: 1286 Sędzia: Tomasz Kwiatkowski (Warszawa) |
|                        | kartki: · Damian Ciechanowski · Maciej Kona · Wasił Panajotow · Jakub Łukowski |                | kartki: · Dawid Szufryn · Przemysław Szarek · Kamil Słaby · Grzegorz Baran · Maciej Małkowski |                                                                                                   |

| 30 sierpnia 2015 19:00 | Wisła Płock · Wojciech Łuczak 61' · Damian Piotrowski 80' | 2:0(0:0)Raport | GKS Bełchatów                              | Stadion im. Kazimierza Górskiego, Płock Widzów: 1000 Sędzia: Marcin Borski (Warszawa) |
|                        | kartki: · Piotr Mroziński · Mikołaj Lebedyński            |                | kartki: · Mateusz Szymorek · Szymon Zgarda |                                                                                       |

| 29 sierpnia 2015 18:00 | GKS Katowice                                      | 0:1(0:0)Raport | Miedź Legnica · Tomasz Midzierski 88'        | Stadion GKS, Katowice Widzów: 1800 Sędzia: Zbigniew Dobrynin (Łódź) |
|                        | kartki: · Mateusz Kamiński 85' · Grzegorz Goncerz |                | kartki: · Błażej Telichowski · Tadas Labukas |                                                                     |

| 30 sierpnia 2015 18:00 | Zagłębie Sosnowiec · Krzysztof Markowski 9' · Sebastian Dudek 19' (k) | 2:1(2:1)Raport | Pogoń Siedlce · 39' Mariusz Rybicki                       | Stadion Ludowy, Sosnowiec Widzów: 2300 Sędzia: Sebastian Krasny (Kraków) |
|                        | kartki: · Marcin Sierczyński · Łukasz Matusiak                        |                | kartki: · Mateusz Żytko · Kamil Dmowski · Ernest Dzięcioł |                                                                          |

| 29 sierpnia 2015 17:30 | Arka Gdynia · Paweł Abbott 34' | 1:1(1:0)Raport | MKS Kluczbork · 78' Michał Kojder         | Stadion GOSiR, Gdynia Widzów: 3478 Sędzia: Łukasz Szczech (Warszawa) |
|                        | kartki: · Michał Renusz        |                | kartki: · Łukasz Ganowicz · Michał Kojder |                                                                      |

### 7. kolejka (4 września – 6 września)
| 5 września 2015 17:00 | MKS Kluczbork · Maciej Kowalczyk 18'                                                            | 1:1(1:0)Raport | Wigry Suwałki · 67' Piotr Ruszkul | Stadion Miejski, Kluczbork Widzów: 900 Sędzia: Jacek Małyszek (Lublin) |
|                       | kartki: · Łukasz Ganowicz · Kamil Nitkiewicz · Rafał Niziołek · Sebastian Deja · Szymon Sobczak |                | kartki: · Aleksandar Atanacković  |                                                                        |

| 6 września 2015 17:00 | Pogoń Siedlce · Adam Duda 65' · Mariusz Rybicki 67'                                    | 2:2(0:0)Raport | Arka Gdynia · 60' Michał Marcjanik · 82' Rafał Siemaszko          | Stadion ROSRRiT, Siedlce Widzów: 360 Sędzia: Marek Opaliński (Legnica) |
|                       | kartki: · Konrad Wrzesiński · Rafał Zembrowski · Dawid Dzięgielewski · Ernest Dzięcioł |                | kartki: · Michał Marcjanik · Marcus Vinícius · Antoni Łukasiewicz |                                                                        |

| 29 września 2015 18:30 | Miedź Legnica · Łukasz Garguła 67' (k)          | 1:4(0:1)Raport | Zagłębie Sosnowiec · 3', 60' Jakub Arak · 68' Grzegorz Fonfara · 76' Grzegorz Matusiak | Stadion Miejski, Legnica Widzów: 1800 Sędzia: Mateusz Złotnicki (Lublin) |
|                        | kartki: · Wojciech Łobodziński · Łukasz Garguła |                | kartki: · Krzysztof Markowski · Žarko Udovičić · Martin Pribula                        |                                                                          |

| 5 września 2015 15:00 | GKS Bełchatów · Seweryn Michalski 12'     | 1:2(1:0)Raport | GKS Katowice · 78' Filip Burkhardt · 86' Łukasz Pielorz | GIEKSA Arena, Bełchatów Widzów: 1620 Sędzia: Łukasz Bednarek (Koszalin) |
|                       | kartki: · Seweryn Michalski · Lukáš Kubáň |                | kartki: · 10' Adrian Jurkowski · 90' Grzegorz Goncerz   |                                                                         |

| 5 września 2015 18:00 | Sandecja Nowy Sącz · Mateusz Bartków 37'                                     | 1:3(1:0)Raport | Wisła Płock · 51' Cezary Stefańczyk · 56', 83' Arkadiusz Reca | Stadion im. Ojca Władysława Augustynka, Nowy Sącz Widzów: 1121 Sędzia: Paweł Pskit (Łódź) |
|                       | kartki: · Arkadiusz Aleksander · Sebastian Szczepański · Ołeksandr Tarasenko |                | kartki: · Bartłomiej Sielewski                                |                                                                                           |

| 4 września 2015 18:00 | Olimpia Grudziądz · Kamil Kurowski 14' · Marcin Kaczmarek 82' (k)     | 2:3(1:1)Raport | Zawisza Bydgoszcz · 35' Szymon Lewicki · 77' Kamil Drygas · 80' Mica                         | Stadion Miejski, Grudziądz Widzów: 1508 Sędzia: Marcin Szczerbowicz (Olsztyn) |
|                       | kartki: · Paweł Kowalczyk · Arkadiusz Kasperkiewicz · Adam Cieśliński |                | kartki: · Krzysztof Nykiel · Tomasz Wełnicki · Blažo Igumanović · Maciej Kona · Kamil Drygas |                                                                               |

| 6 września 2015 15:00 | Rozwój Katowice | 0:1(0:1)Raport | Chrobry Głogów · Michał Ilków-Gołąb 43'        | Stadion Rozwoju, Katowice Widzów: 728 Sędzia: Tomasz Radkiewicz (Łódź) |
|                       |                 |                | kartki: · Karol Szymański · Michał Ilków-Gołąb |                                                                        |

| 5 września 2015 18:00 | Bytovia Bytów · Krzysztof Bąk 79'                                      | 1:4(0:1)Raport | Dolcan Ząbki · 29', 61' Daniel Gołębiewski · 57', 73' Damian Świerblewski | Stadion MOSiR, Bytów Widzów: 1305 Sędzia: Wojciech Krztoń (Olsztyn) |
|                       | kartki: · Bartłomiej Poczobut · Marek Opałacz 67' · Mateusz Klichowicz |                | kartki: · Damian Świerblewski · Igor Sapała · Daniel Gołębiewski          |                                                                     |

| 5 września 2015 19:45 | Stomil Olsztyn · Michał Trzeciakiewicz 30' · Tomasz Wełna 61' | 2:0(1:0)Raport | Chojniczanka Chojnice                        | Stadion OSiR, Olsztyn Widzów: 2500 Sędzia: Mariusz Korpalski (Toruń) |
|                       | kartki: · Irakli Meschia · Tomasz Wełna 66'                   |                | kartki: · Łukasz Kosakiewicz · Rafał Grzelak |                                                                      |

### 8. kolejka (12 września – 14 września)
| 11 września 2015 18:00 | Chrobry Głogów                               | 0:1(0:0)Raport | Bytovia Bytów · 59' Janusz Surdykowski        | Stadion Chrobrego, Głogów Widzów: 1500 Sędzia: Sebastian Jarzębak (Bytom) |
|                        | kartki: · Krzysztof Ziemniak · Marcel Gąsior |                | kartki: · Radosław Jasiński · Robert Mandrysz |                                                                           |

| 11 września 2015 18:00 | GKS Katowice · Adrian Frańczak 38' · Paweł Szołtys 72'         | 2:4(1:1)Raport | Sandecja Nowy Sącz · 2' (sam.) Povilas Leimonas · 62' Arkadiusz Aleksander · 75' Bartosz Sobotka · 84' (k.) Josef Čtvrtníček | Stadion GKS, Katowice Widzów: 1650 Sędzia: Tomasz Wajda (Żywiec) |
|                        | kartki: · Rafał Pietrzak · Adrian Frańczak · Daniel Ciechański |                | kartki: · Mateusz Bartków · Dawid Szufryn · Kamil Słaby                                                                      |                                                                  |

| 11 września 2015 19:00 | Zagłębie Sosnowiec                           | 0:1(0:0)Raport | GKS Bełchatów · 56' (k.) Bartłomiej Bartosiak                   | Stadion Ludowy, Sosnowiec Widzów: 2505 Sędzia: Piotr Idzik (Poznań) |
|                        | kartki: · Łukasz Sołowiej , 50' · Jakub Arak |                | kartki: · Łukasz Wroński · Bartłomiej Bartosiak · Dawid Flaszka |                                                                     |

| 12 września 2015 16:00 | Dolcan Ząbki · Antonio Calderón 83' | 1:0(0:0)Raport | Stomil Olsztyn | Stadion Znicza, Pruszków Widzów: 290 Sędzia: Mariusz Złotek (Stalowa Wola) |
|                        |                                     |                |                |                                                                            |

| 12 września 2015 16:00 | MKS Kluczbork · Marcin Nowacki 10' · Michał Kojder 14' · Szymon Sobczak 72' | 3:2(2:0)Raport | Pogoń Siedlce · 68' Kamil Dmowski · 90' Daniel Chyła | Stadion Miejski, Kluczbork Widzów: 1200 Sędzia: Michał Mularczyk (Skierniewice) |
|                        | kartki: · Paweł Gierak · Piotr Kasperkiewicz                                |                | kartki: · Ernest Dzięcioł · Dawid Dzięgielewski      |                                                                                 |

| 12 września 2015 17:00 | Zawisza Bydgoszcz · Jakub Łukowski 21' · Kamil Drygas 83'                             | 2:1(1:0)Raport | Rozwój Katowice · 59' Michał Gałecki | Stadion im. Zdzisława Krzyszkowiaka, Bydgoszcz Widzów: 1426 Sędzia: Łukasz Szczech (Warszawa) |
|                        | kartki: · Łukasz Nawotczyński · Jakub Smektała · Kamil Drygas · Mica · Jakub Łukowski |                | kartki: · Raúl González · Patryk Kun |                                                                                               |

| 12 września 2015 19:00 | Wigry Suwałki                                                                      | 0:1(0:1)Raport | Chojniczanka Chojnice · 43' Maciej Rogalski                      | Stadion Miejski, Suwałki Widzów: 2378 Sędzia: Krzysztof Jakubik (Siedlce) |
|                        | kartki: · Jakub Bartkowski · Tomasz Jarzębowski · Maciej Wichtowski · Kamil Lauryn |                | kartki: · Marcin Biernat · Radosław Bartoszewicz · Rafał Grzelak |                                                                           |

| 12 września 2015 19:00 | Wisła Płock · Mikołaj Lebedyński 44' · Jakub Bąk 68', 90' | 3:0(1:0)Raport | Olimpia Grudziądz                               | Stadion im. Kazimierza Górskiego, Płock Widzów: 750 Sędzia: Dominik Sulikowski (Gdańsk) |
|                        |                                                           |                | kartki: · Donald Djoussé · 88' Marcin Kaczmarek |                                                                                         |

| 13 września 2015 17:00 | Arka Gdynia · Rafał Siemaszko 31' · Paweł Abbott 80' | 2:0(1:0)Raport | Miedź Legnica                                 | Stadion GOSiR, Gdynia Widzów: 3476 Sędzia: Jacek Lis (Katowice) |
|                        | kartki: · Rafał Siemaszko · Paweł Abbott             |                | kartki: · Michał Stasiak · Błażej Telichowski |                                                                 |

### 9. kolejka (18 września – 20 września)
| 20 września 2015 16:00 | Pogoń Siedlce · Adam Duda 23'                | 1:0(1:0)Raport | Wigry Suwałki                                        | Stadion Znicza, Pruszków Widzów: 287 Sędzia: Piotr Lasyk (Bytom) |
|                        | kartki: · Daniel Dybiec · Krzysztof Bodziony |                | kartki: · Maciej Wichtowski · Bartłomiej Kalinkowski |                                                                  |

| 19 września 2015 18:00 | Miedź Legnica · Grzegorz Bartczak 3' · Marquitos 37' · Łukasz Garguła 81' · Tadas Labukas 87' | 4:1(2:0)Raport | MKS Kluczbork · 78' Maciej Kowalczyk                                         | Stadion Miejski, Legnica Widzów: 1900 Sędzia: Mariusz Korpalski (Toruń) |
|                        |                                                                                               |                | kartki: · Łukasz Ganowicz · 74' Sebastian Deja · Marcin Nowacki · Piotr Giel |                                                                         |

| 18 września 2015 18:00 | GKS Bełchatów · Cezary Demianiuk 11'                                                         | 1:1(1:0)Raport | Arka Gdynia · 90' Michał Nalepa        | GIEKSA Arena, Bełchatów Widzów: 1678 Sędzia: Sebastian Krasny (Kraków) |
|                        | kartki: · Łukasz Wroński · Lukáš Kubáň · Lukas Klemenz · Szymon Zgarda · Szymon Stanisławski |                | kartki: · Michał Nalepa · Paweł Abbott |                                                                        |

| 19 września 2015 18:00 | Sandecja Nowy Sącz · Arkadiusz Aleksander 20', 53' (k.) · Mateusz Bartków 63' | 3:3(1:1)Raport | Zagłębie Sosnowiec · 7' Dawid Ryndak · 68', 79' Jakub Arak | Stadion im. Ojca Władysława Augustynka, Nowy Sącz Widzów: 1195 Sędzia: Kornel Paszkiewicz (Wrocław) |
|                        |                                                                               |                |                                                            | |

| 19 września 2015 18:00 | Olimpia Grudziądz · Kamil Kurowski 37'                            | 1:0(1:0)Raport | GKS Katowice           | Stadion Miejski, Grudziądz Widzów: 831 Sędzia: Paweł Pskit (Łódź) |
|                        | kartki: · Michal Piter-Bučko · Wojciech Reiman · Marcin Smoliński |                | kartki: · Bartosz Iwan |                                                                   |

| 19 września 2015 15:00 | Rozwój Katowice · Łukasz Winiarczyk 13' (kar) · Patryk Kun 56'  | 2:1(1:0)Raport | Wisła Płock · 76' Mikołaj Lebedyński                 | Stadion Rozwoju, Katowice Widzów: 959 Sędzia: Marcin Szrek (Kielce) |
|                        | kartki: · Bartosz Soliński · Łukasz Kopczyk · Robert Menzel 87' |                | kartki: · Maksymilian Rogalski · 43' Wojciech Łuczak |                                                                     |

| 20 września 2015 17:00 | Bytovia Bytów · Łukasz Wróbel 56' (k) · Janusz Surdykowski 68'  | 2:2(0:1)Raport | Zawisza Bydgoszcz · 26' (k) Kamil Drygas · 90' Sylwester Patejuk | Stadion MOSiR, Bytów Widzów: 890 Sędzia: Artur Aluszyk (Szczecin) |
|                        | kartki: · Wojciech Wilczyński · Dawid Kort · Mateusz Klichowicz |                | kartki: · Jakub Smektała · Mica                                  |                                                                   |

| 20 września 2015 12:45 | Stomil Olsztyn · Irakli Meschia 24' (k) · Grzegorz Lech 78' (k) | 2:1(1:1)Raport | Chrobry Głogów · 18' Damian Byrtek | Stadion OSiR, Olsztyn Widzów: 2330 Sędzia: Zbigniew Dobrynin (Łódź) |
|                        | kartki: · Grzegorz Lech 79' · Irakli Meschia                    |                | kartki: · Michał Ilków-Gołąb       |                                                                     |

| 20 września 2015 19:00 | Chojniczanka Chojnice · Bartłomiej Niedziela 68'   | 1:1(0:0)Raport | Dolcan Ząbki · 84' Damian Świerblewski | Stadion Miejski Chojniczanka, Chojnice Widzów: 1000 Sędzia: Marcin Szczerbowicz (Olsztyn) |
|                        | kartki: · Wojciech Lisowski · Bartłomiej Niedziela |                | kartki: · Piotr Klepczarek II          |                                                                                           |

### 10. kolejka (25 września – 27 września)
| 27 września 2015 12:45 | Wigry Suwałki                                   | 0:1(0:0)Raport | Dolcan Ząbki · 64' Damian Kądzior                | Stadion Miejski, Suwałki Widzów: 1600 Sędzia: Tomasz Radkiewicz (Łódź) |
|                        | kartki: · Adrian Karankiewicz · Dawit Makaradze |                | kartki: · Piotr Petasz · 84' Damian Świerblewski |                                                                        |

| 27 września 2015 17:00 | Chrobry Głogów                           | 0:1(0:1)Raport | Chojniczanka Chojnice · 10' Paweł Zawistowski                                           | Stadion Chrobrego, Głogów Widzów: 1100 Sędzia: Wojciech Krztoń (Olsztyn) |
|                        | kartki: · Damian Sędziak · Damian Byrtek |                | kartki: · Marcin Biernat · Maciej Rogalski · Radosław Bartoszewicz · Tomasz Mikołajczak |                                                                          |

| 27 września 2015 18:00 | Zawisza Bydgoszcz · Szymon Lewicki 44', 81' · Sylwester Patejuk 61' | 3:0(1:0)Raport | Stomil Olsztyn           | Stadion im. Zdzisława Krzyszkowiaka, Bydgoszcz Widzów: 2111 Sędzia: Piotr Lasyk (Bytom) |
|                        |                                                                     |                | kartki: · Janusz Bucholc |                                                                                         |

| 26 września 2015 18:00 | Wisła Płock · Arkadiusz Reca 26' · Mikołaj Lebedyński 76'   | 2:1(1:0)Raport | Bytovia Bytów · 75' Mateusz Klichowicz        | Stadion im. Kazimierza Górskiego, Płock Widzów: 540 Sędzia: Tomasz Wajda (Żywiec) |
|                        | kartki: · SAeweryn Kiełpin · Jakub Bąk · Mikołaj Lebedyński |                | kartki: · Krzysztof Bąk · Wojciech Wilczyński |                                                                                   |

| 25 września 2015 18:00 | GKS Katowice · Bartosz Iwan 10' · Oliver Práznovský 38' | 2:2(2:1)Raport | Rozwój Katowice · 36' Łukasz Kopczyk · 55' Tomasz Wróbel | Stadion GKS, Katowice Widzów: 1800 Sędzia: Sebastian Krasny (Kraków) |
|                        | kartki: · Alan Czerwiński · Oliver Práznovský           |                | kartki: · Przemysław Gałecki                             |                                                                      |

| 25 września 2015 18:00 | Zagłębie Sosnowiec                                   | 0:0(0:0)Raport | Olimpia Grudziądz                                                    | Stadion Ludowy, Sosnowiec Widzów: 2000 Sędzia: Jacek Małyszek (Lublin) |
|                        | kartki: · Krzysztof Markowski · Michał Fidziukiewicz |                | kartki: · 28' Michal Piter-Bučko · Marcin Woźniak · Marcin Smoliński |                                                                        |

| 26 września 2015 17:30 | Arka Gdynia · Paweł Abbott 46' · Michał Nalepa 60'                           | 2:1(0:1)Raport | Sandecja Nowy Sącz · 21' Arkadiusz Aleksander                                    | Stadion GOSiR, Gdynia Widzów: 3629 Sędzia: Sebastian Jarzębak (Bytom) |
|                        | kartki: · Przemysław Stolc · Marcus Vinícius · Michał Nalepa · Michał Renusz |                | kartki: · Marek Kozioł · Kamil Słaby · Bartłomiej Kasprzak · Ołeksandr Tarasenko |                                                                       |

| 27 września 2015 15:00 | MKS Kluczbork                                                                     | 0:0(0:0)Raport | GKS Bełchatów                                                         | Stadion Miejski, Kluczbork Widzów: 1000 Sędzia: Mirosław Górecki (Katowice) |
|                        | kartki: · Bartosz Brodziński · Rafał Niziołek · Tomasz Swędrowski · Michał Kojder |                | kartki: · Piotr Witasik · Václav Cverna · Lukas Klemenz · Marcin Flis |                                                                             |

| 25 września 2015 18:00 | Pogoń Siedlce · Wojciech Łobodziński 89'         | 1:1(0:1)Raport | Miedź Legnica · 34' Krzysztof Bodziony | Stadion ROSRRiT, Siedlce Widzów: 1900 Sędzia: Łukasz Bednarek (Koszalin) |
|                        | kartki: · Grzegorz Bartczak · Błażej Telichowski |                | kartki: · Daniel Chyła                 |                                                                          |

### 11. kolejka (2 października – 4 października)
| 2 października 2015 18:00 | Miedź Legnica                            | 0:0(0:0)Raport | Wigry Suwałki                                                   | Stadion Miejski, Legnica Widzów: 1400 Sędzia: Artur Aluszyk (Szczecin) |
|                           | kartki: · Adrian Łuszkiewicz · Marquitos |                | kartki: · Maciej Wichtowski · Tomasz Jarzębowski · Artur Bogusz |                                                                        |

| 3 października 2015 17:00 | GKS Bełchatów            | 0:0(0:0)Raport | Pogoń Siedlce                                                                                | GIEKSA Arena, Bełchatów Widzów: 1511 Sędzia: Mariusz Korpalski (Toruń) |
|                           | kartki: · Patryk Rachwał |                | kartki: · Mateusz Żytko · Daniel Chyła · 90' Daniel Dybiec · Kamil Dmowski · Ernest Dzięcioł |                                                                        |

| 3 października 2015 17:00 | Sandecja Nowy Sącz · Bartłomiej Kasprzak 14'                         | 1:2(1:2)Raport | MKS Kluczbork · 4' Michał Kojder · 27' Maciej Kowalczyk             | Stadion im. Ojca Władysława Augustynka, Nowy Sącz Widzów: 988 Sędzia: Piotr Idzik (Poznań) |
|                           | kartki: · Przemysław Szarek · Maciej Małkowski · Bartłomiej Kasprzak |                | kartki: · Kamil Nitkiewicz · Piotr Kasperkiewicz · Maciej Kowalczyk |                                                                                            |

| 2 października 2015 18:00 | Olimpia Grudziądz · Konrad Jałocha 49' (s) | 1:2(0:0)Raport | Arka Gdynia · 78' (k) Przemysław Stolc · 88' Rashid Yussuff                      | Stadion Miejski, Grudziądz Widzów: 1833 Sędzia: Michał Mularczyk (Skierniewice) |
|                           | kartki: · Marcin Kaczmarek                 |                | kartki: · Marcin Warcholak · Antoni Łukasiewicz · Michał Nalepa · Miroslav Božok |                                                                                 |

| 3 października 2015 15:00 | Rozwój Katowice                                                                              | 0:1(0:1)Raport | Zagłębie Sosnowiec · 28' Dawid Ryndak | Stadion Rozwoju, Katowice Widzów: 1200 Sędzia: Marcin Szczerbowicz (Olsztyn) |
|                           | kartki: · Robert Menzel · Kamil Cholerzyński · Michał Gałecki · Patryk Kun · Filip Kozłowski |                | kartki: · Łukasz Matusiak             |                                                                              |

| 3 października 2015 18:00 | Bytovia Bytów                                                                  | 0:3(0:1)Raport | GKS Katowice · 39' Oliver Práznovský · 75', 78' Grzegorz Goncerz | Stadion MOSiR, Bytów Widzów: 790 Sędzia: Adam Lyczmański (Bydgoszcz) |
|                           | kartki: · Marek Opałacz 49' · Adrian Chomiuk · Mariusz Kryszak · Artur Formela |                | kartki: · Bartosz Iwan · Adrian Frańczak                         |                                                                      |

| 4 października 2015 12:45 | Stomil Olsztyn · Grzegorz Lech 45' (k) | 1:1(1:0)Raport | Wisła Płock · 86' Mikołaj Lebedyński | Stadion OSiR, Olsztyn Widzów: 2544 Sędzia: Piotr Lasyk (Bytom) |
|                           | kartki: · Grzegorz Lech                |                |                                      |                                                                |

| 3 października 2015 18:00 | Chojniczanka Chojnice                               | 0:2(0:1)Raport | Zawisza Bydgoszcz · 32' Sylwester Patejuk · 84' Szymon Lewicki | Stadion Miejski Chojniczanka, Chojnice Widzów: 1600 Sędzia: Marek Opaliński (Legnica) |
|                           | kartki: · Wojciech Lisowski · Radosław Bartoszewicz |                | kartki: · Blažo Igumanović · Kamil Drygas · Mica               |                                                                                       |

| 2 października 2015 18:00 | Dolcan Ząbki · Paweł Tarnowski 38' (k)         | 1:1(1:1)Raport | Chrobry Głogów · 18' (k) Wołodymyr Hudyma                                                    | Stadion Dolcanu, Ząbki Widzów: 1350 Sędzia: Paweł Pskit (Łódź) |
|                           | kartki: · Piotr Klepczarek II · Damian Kądzior |                | kartki: · Damian Byrtek · Michał Michalec · Adam Samiec · Szymon Drewniak · Michał Bednarski |                                                                |

### 12. kolejka (9 października – 11 października)
| 10 października 2015 15:00 | Wigry Suwałki · Dawit Makaradze 67'                                                        | 1:2(0:0)Raport | Chrobry Głogów · 46' Michał Ilków-Gołąb · 57' Maciej Górski | Stadion Miejski, Suwałki Widzów: 1015 Sędzia: Sylwester Rasmus (Toruń) |
|                            | kartki: · Bartłomiej Kalinkowski · Adrian Karankiewicz · Maciej Wichtowski · Łukasz Hanzel |                | kartki: · Marcel Gąsior                                     |                                                                        |

| 11 października 2015 15:00 | Zawisza Bydgoszcz · Paweł Tarnowski 36' · Damian Świerblewski 38' · Szymon Matuszek 87' | 0:3(0:2)Raport | Dolcan Ząbki                               | Stadion im. Zdzisława Krzyszkowiaka, Bydgoszcz Widzów: 2483 Sędzia: Jarosław Przybył (Kluczbork) |
|                            | kartki: · Piotr Stawarczyk · Tomasz Wełnicki · Kamil Drygas · Szymon Lewicki            |                | kartki: · Kamil Wiktorski · Damian Kądzior |                                                                                                  |

| 10 października 2015 17:00 | Wisła Płock · Wojciech Łuczak 44' · Mikołaj Lebedyński 75'                                  | 2:1(1:0)Raport | Chojniczanka Chojnice · 90' Łukasz Kosakiewicz | Stadion im. Kazimierza Górskiego, Płock Widzów: 600 Sędzia: Sebastian Jarzębak (Bytom) |
|                            | kartki: · Przemysław Szymiński · Dominik Kun · Jakub Bąk · Piotr Mroziński · Dimityr Ilijew |                | kartki: · Marcin Biernat · 46' Paul Grischok   |                                                                                        |

| 10 października 2015 18:00 | GKS Katowice · Grzegorz Goncerz 42' (k) · Paweł Szołtys 61' | 2:2(1:1)Raport | Stomil Olsztyn · 29' Rafał Kujawa · 59' Irakli Meschia               | Stadion GKS, Katowice Sędzia: Tomasz Radkiewicz (Łódź) |
|                            | kartki: · Adrian Jurkowski · Rafał Pietrzak 90'             |                | kartki: · Tomasz Wełna · Grzegorz Lech · Irakli Meschia · Karol Żwir |                                                        |

| 9 października 2015 19:00 | Zagłębie Sosnowiec · Dawid Ryndak 09' · Michał Fidziukiewicz 65' | 2:0(1:0)Raport | Bytovia Bytów           | Stadion Ludowy, Sosnowiec Widzów: 1600 Sędzia: Łukasz Szczech (Warszawa) |
|                           | kartki: · Dawid Ryndak                                           |                | kartki: · Krzysztof Bąk |                                                                          |

| 10 października 2015 17:30 | Arka Gdynia · Marcus Vinícius 43', 50', 74' · Paweł Abbott 57' | 4:0(1:0)Raport | Rozwój Katowice         | Stadion GOSiR, Gdynia Widzów: 4123 Sędzia: Wojciech Krztoń (Olsztyn) |
|                            | kartki: · Damian Mosiejko · Paweł Abbott                       |                | kartki: · Tomasz Wróbel |                                                                      |

| 10 października 2015 15:00 | MKS Kluczbork · Maciej Kowalczyk 56'          | 1:0(0:0)Raport | Olimpia Grudziądz                                 | Stadion Miejski, Kluczbork Widzów: 450 Sędzia: Zbigniew Dobrynin (Łódź) |
|                            | kartki: · Bartosz Brodziński · Marcin Nowacki |                | kartki: · 32' Adrian Bielawski · Marcin Kaczmarek |                                                                         |

| 11 października 2015 17:30 | Pogoń Siedlce                           | 0:0(0:0)Raport | Sandecja Nowy Sącz                                            | Stadion ROSRRiT, Siedlce Widzów: 180 Sędzia: Dominik Sulikowski (Gdańsk) |
|                            | kartki: · Kamil Dmowski · Daniel Dybiec |                | kartki: · Witalij Berezowśkyj · Matej Náther · Filip Piszczek |                                                                          |

| 10 października 2015 17:00 | Miedź Legnica · Bartosz Ślusarski 23' | 1:1(1:0)Raport | GKS Bełchatów · 80' Hieronim Gierszewski | Stadion Miejski, Legnica Widzów: 1600 Sędzia: Tomasz Wajda (Żywiec) |
|                            | kartki: · Bartosz Ślusarski           |                | kartki: · Lukáš Kubáň                    |                                                                     |

### 13. kolejka (16 października – 18 października)
| 17 października 2015 17:00 | GKS Bełchatów                                                              | 0:2(0:1)Raport | Wigry Suwałki · 41' Kamil Adamek · 90' Łukasz Moneta | GIEKSA Arena, Bełchatów Widzów: 1310 Sędzia: Piotr Lasyk (Bytom) |
|                            | kartki: · Piotr Witasik · Lukas Klemenz · Patryk Rachwał · Aghwan Papikjan |                | kartki: · Bartłomiej Kalinkowski · Łukasz Hanzel     |                                                                  |

| 17 października 2015 17:00 | Sandecja Nowy Sącz · Sebastian Szczepański 12' · Przemysław Szarek 84' · Maciej Małkowski 90'           | 3:2(1:1)Raport | Miedź Legnica · 18' Keon Daniel · 90' Adrian Łuszkiewicz            | Stadion im. Ojca Władysława Augustynka, Nowy Sącz Widzów: 887 Sędzia: Jacek Małyszek (Lublin) |
|                            | kartki: · Mateusz Bartków · Grzegorz Baran · Przemysław Szarek · Bartłomiej Kasprzak · Maciej Małkowski |                | kartki: · Marek Gancarczyk · Adrian Łuszkiewicz · Bartosz Ślusarski |                                                                                               |

| 17 października 2015 17:00 | Olimpia Grudziądz                               | 0:1(0:0)Raport | Pogoń Siedlce · 51' Adam Duda              | Stadion Miejski, Grudziądz Widzów: 500 Sędzia: Artur Aluszyk (Szczecin) |
|                            | kartki: · Adrian Bielawski · Michal Piter-Bučko |                | kartki: · Konrad Wrzesiński · Daniel Chyła |                                                                         |

| 17 października 2015 15:00 | Rozwój Katowice                                                                             | 0:1(0:1)Raport | MKS Kluczbork · 27' (k) Rafał Niziołek                               | Stadion Rozwoju, Katowice Widzów: 500 Sędzia: Mateusz Złotnicki (Lublin) |
|                            | kartki: · Raúl González · Łukasz Kopczyk · Michał Gałecki · Filip Kozłowski · Tomasz Wróbel |                | kartki: · Oskar Pogorzelec · Piotr Kasperkiewicz · Tomasz Swędrowski |                                                                          |

| 17 października 2015 18:00 | Bytovia Bytów · Mateusz Klichowicz 73'      | 1:1(0:0)Raport | Arka Gdynia · 62' (k) Marcus Vinícius          | Stadion MOSiR, Bytów Widzów: 1300 Sędzia: Sebastian Krasny (Kraków) |
|                            | kartki: · Łukasz Wróbel · Radosław Jasiński |                | kartki: · 85' Tadeusz Socha · Michał Marcjanik |                                                                     |

| 16 października 2015 20:30 | Stomil Olsztyn · Wojciech Fabisiak 14' (s) · Dawid Szymonowicz 17' | 2:4(2:1)Raport | Zagłębie Sosnowiec · 5' (53), 87' Martin Pribula · 50' (k) Sebastian Dudek | Stadion OSiR, Olsztyn Widzów: 2230 Sędzia: Adam Lyczmański (Bydgoszcz) |
|                            |                                                                    |                |                                                                            |                                                                        |

| 17 października 2015 18:00 | Chojniczanka Chojnice  | 0:2(0:1)Raport | GKS Katowice · 43' Maciej Bębenek · 69' Krzysztof Wołkowicz | Stadion Miejski Chojniczanka, Chojnice Widzów: 1200 Sędzia: Paweł Pskit (Łódź) |
|                            | kartki: · Jakub Mrozik |                | kartki: · Mateusz Kuchta · Adrian Frańczak · Paweł Szołtys  |                                                                                |

| 17 października 2015 18:00 | Dolcan Ząbki                                                       | 0:1(0:0)Raport | Wisła Płock · 53' Piotr Darmochwał                                                 | Stadion Dolcanu, Ząbki Widzów: 907 Sędzia: Łukasz Bednarek (Koszalin) |
|                            | kartki: · Szymon Sawala · Damian Świerblewski · Daniel Gołębiewski |                | kartki: · Seweryn Kiełpin · Przemysław Szymiński · Maciej Kostrzewa · Piotr Wlazło |                                                                       |

| 18 października 2015 12:45 | Chrobry Głogów · Maciej Górski 51' · Michał Ilków-Gołąb 65' · Łukasz Bogusławski 70' | 3:1(0:1)Raport | Zawisza Bydgoszcz · 45' Wasił Panajotow                         | Stadion Chrobrego, Głogów Widzów: 1300 Sędzia: Tomasz Kwiatkowski (Warszawa) |
|                            | kartki: · Michał Ilków-Gołąb · Wołodymyr Hudyma                                      |                | kartki: · Piotr Stawarczyk · Jakub Łukowski · Sylwester Patejuk |                                                                              |

### 14. kolejka (23 października – 25 października)
| 24 października 2015 17:00 | Wigry Suwałki              | 0:1(0:0)Raport | Zawisza Bydgoszcz · 84' Jakub Smektała | Stadion Miejski, Suwałki Widzów: 1100 Sędzia: Marcin Szczerbowicz (Olsztyn) |
|                            | kartki: · Kamil Lauryn 88' |                | kartki: · Kamil Drygas                 |                                                                             |

| 24 października 2015 12:45 | Wisła Płock                              | 0:1(0:1)Raport | Chrobry Głogów · 23' Damian Sędziak | Stadion im. Kazimierza Górskiego, Płock Widzów: 720 Sędzia: Piotr Idzik (Poznań) |
|                            | kartki: · Wojciech Łuczak · Piotr Wlazło |                | kartki: · Marcel Gąsior             |                                                                                  |

| 25 października 2015 12:45 | GKS Katowice · Grzegorz Goncerz 17', 69'     | 2:0(1:0)Raport | Dolcan Ząbki                                              | Stadion GKS, Katowice Widzów: (bez udziału publiczności) Sędzia: Marek Opaliński (Legnica) |
|                            | kartki: · Mateusz Kamiński · Adrian Frańczak |                | kartki: · Szymon Sawala · Piotr Petasz · Antonio Calderón |                                                                                            |

| 23 października 2015 19:00 | Zagłębie Sosnowiec · Łukasz Matusiak 25' · Michał Fidziukiewicz 44' | 2:1(2:1)Raport | Chojniczanka Chojnice · 31' Paweł Zawistowski    | Stadion Ludowy, Sosnowiec Widzów: 1650 Sędzia: Tomasz Marciniak (Płock) |
|                            | kartki: · Dawid Ryndak · Hubert Tylec · Adrian Paluchowski          |                | kartki: · Piotr Kieruzel · Przemysław Pietruszka |                                                                         |

| 23 października 2015 19:00 | Arka Gdynia · Jarosław Ratajczak 35'                                                  | 0:1(0:1)Raport | Stomil Olsztyn                                                | Stadion GOSiR, Gdynia Widzów: 4256 Sędzia: Mariusz Korpalski (Toruń) |
|                            | kartki: · Krzysztof Sobieraj 88' · Rafał Siemaszko · Michał Nalepa · Michał Marcjanik |                | kartki: · Piotr Głowacki · Tomasz Wełna · Arkadiusz Czarnecki |                                                                      |

| 24 października 2015 15:00 | MKS Kluczbork · Sebastian Deja 74'                                                                 | 1:1(0:1)Raport | Bytovia Bytów · 37' Mateusz Klichowicz                                                                | Stadion Miejski, Kluczbork Widzów: 740 Sędzia: Tomasz Radkiewicz (Łódź) |
|                            | kartki: · Łukasz Ganowicz · Łukasz Uszalewski · Rafał Niziołek · Sebastian Deja · Maciej Kowalczyk |                | kartki: · Tomasz Laskowski · Krzysztof Bąk · 28' Sergejs Kožans · Wojciech Wilczyński · Marek Opałacz |                                                                         |

| 24 października 2015 15:00 | Pogoń Siedlce · Damian Mielnik 37' · Daniel Chyła 78' (s) | 2:3(1:1)Raport | Rozwój Katowice · 5' Adam Duda · 76', 80' Dawid Dzięgielewski | Stadion Rozwoju, Katowice Widzów: 600 Sędzia: Zbigniew Dobrynin (Łódź) |
|                            | kartki: · Bartosz Jaroszek · Joshua Balogun Kayode        |                | kartki: · Daniel Chyła · Kamil Dmowski                        |                                                                        |

| 24 października 2015 17:00 | Miedź Legnica · Łukasz Garguła 16' · Valērijs Šabala 24', 48' · Wojciech Łobodziński 52' | 4:0(2:0)Raport | Olimpia Grudziądz                      | Stadion Miejski, Legnica Widzów: 1266 Sędzia: Michał Mularczyk (Skierniewice) |
|                            |                                                                                          |                | kartki: · Paweł Kowalczyk · Rok Elsner |                                                                               |

| 24 października 2015 17:00 | GKS Bełchatów · Hieronim Gierszewski 58' | 1:0(0:0)Raport | Sandecja Nowy Sącz                                             | GIEKSA Arena, Bełchatów Widzów: 1289 Sędzia: Sebastian Jarzębak (Bytom) |
|                            | kartki: · Marcin Flis · Patryk Rachwał   |                | kartki: · Witalij Berezowśkyj · 61' Kamil Słaby · Adrian Danek |                                                                         |

### 15. kolejka (30 października – 2 listopada)
| 31 października 2015 17:00 | Sandecja Nowy Sącz · Arkadiusz Aleksander 53'             | 1:0(0:0)Raport | Wigry Suwałki                                                         | Stadion im. Ojca Władysława Augustynka, Nowy Sącz Widzów: 959 Sędzia: Marcin Szrek (Kielce) |
|                            | kartki: · Witalij Berezowśkyj 71' · Sebastian Szczepański |                | kartki: · Adrian Karankiewicz · Bartłomiej Kalinkowski · Kamil Adamek |                                                                                             |

| 31 października 2015 17:00 | Olimpia Grudziądz · Michal Piter-Bučko 14'                                 | 1:3(1:2)Raport | GKS Bełchatów · 6' Piotr Witasik · 31' Václav Cverna · 81' Aghwan Papikjan | Stadion Miejski, Grudziądz Widzów: 531 Sędzia: Adam Lyczmański (Bydgoszcz) |
|                            | kartki: · Michal Piter-Bučko · Dejan Žigon · Robert Szczot · Fabian Pawela |                | kartki: · Václav Cverna                                                    |                                                                            |

| 31 października 2015 13:00 | Rozwój Katowice · Adam Czerkas 88' · Patryk Kun 90' | 2:1(0:1)Raport | Miedź Legnica · 8' Marquitos | Stadion Rozwoju, Katowice Widzów: 500 Sędzia: Paweł Pskit (Łódź) |
|                            | kartki: · Przemysław Gałecki · Damian Mielnik       |                | kartki: · Marquitos          |                                                                  |

| 31 października 2015 16:00 | Bytovia Bytów · Artur Formela 14', 80' · Janusz Surdykowski 50' | 3:1(1:0)Raport | Pogoń Siedlce · 72' Ernest Dzięcioł         | Stadion MOSiR, Bytów Widzów: 810 Sędzia: Dominik Sulikowski (Gdańsk) |
|                            | kartki: · Marek Opałacz · Daniel Mąka                           |                | kartki: · Rafał Zembrowski · Piotr Krawczyk |                                                                      |

| 31 października 2015 17:00 | Stomil Olsztyn · Rafał Kujawa 44' (k) | 1:0(1:0)Raport | MKS Kluczbork                                | Stadion OSiR, Olsztyn Widzów: 2038 Sędzia: Artur Aluszyk (Szczecin) |
|                            | kartki: · Arkadiusz Czarnecki         |                | kartki: · Bartosz Brodziński · Michał Kojder |                                                                     |

| 2 listopada 2015 18:00 | Chojniczanka Chojnice · Bartłomiej Niedziela 23' · Dragan Jelič 86' | 2:3(1:1)Raport | Arka Gdynia · 39', 71' Alan · 82' Grzegorz Tomasiewicz | Stadion Miejski Chojniczanka, Chojnice Widzów: 1088 Sędzia: Wojciech Krztoń (Olsztyn) |
|                        | kartki: · Łukasz Kosakiewicz · Marcin Biernat                       |                |                                                        |                                                                                       |

| 31 października 2015 14:00 | Dolcan Ząbki · Marcin Krzywicki 20', 55' · Igor Sapała 22' · Michał Bajdur 57' | 4:1(2:0)Raport | Zagłębie Sosnowiec · 71' (s) Szymon Matuszek | Stadion Dolcanu, Ząbki Widzów: 869 Sędzia: Tomasz Musiał (Kraków) |
|                            |                                                                                |                |                                              |                                                                   |

| 30 października 2015 20:30 | Chrobry Głogów                                | 0:0(0:0)Raport | GKS Katowice             | Stadion Chrobrego, Głogów Widzów: 1727 Sędzia: Łukasz Bednarek (Koszalin) |
|                            | kartki: · Michał Ilków-Gołąb · Damian Sędziak |                | kartki: · Łukasz Pielorz |                                                                           |

| 31 października 2015 15:00 | Zawisza Bydgoszcz · Jakub Smektała 43'                 | 1:3(1:2)Raport | Wisła Płock · 17' Arkadiusz Reca · 37' Mikołaj Lebedyński · 86' Damian Piotrowski | Stadion im. Zdzisława Krzyszkowiaka, Bydgoszcz Widzów: 1500 Sędzia: Sebastian Krasny (Kraków) |
|                            | kartki: · Maciej Kona · Wasił Panajotow · Kamil Drygas |                |                                                                                   |                                                                                               |

### 16. kolejka (6 listopada – 8 listopada)
| 6 listopada 2015 20:30 | Arka Gdynia · Michał Nalepa 43' · Antoni Łukasiewicz 59' · Rafał Siemaszko 79' | 3:2(1:2)Raport | Dolcan Ząbki · 12', 24' Rafał Krzywicki                        | Stadion GOSiR, Gdynia Widzów: 3173 Sędzia: Tomasz Wajda (Żywiec) |
|                        | kartki: · Tomasz Socha · Paweł Abbott                                          |                | kartki: · Damian Jakubik · Piotr Klepczarek II · Szymon Sawala |                                                                  |

| 7 listopada 2015 13:00 | MKS Kluczbork · Kamil Nitkiewicz 88' | 1:3(0:0)Raport | Chojniczanka Chojnice · 52', 90' Rafał Grzelak · 62' Andrzej Rybski | Stadion Miejski, Kluczbork Widzów: 600 Sędzia: Sebastian Jarzębak (Bytom) |
|                        | kartki: · Łukasz Ganowicz            |                | kartki: · Tomasz Lisowski · Radosław Bartoszewicz                   |                                                                           |

| 7 listopada 2015 16:00 | Wigry Suwałki · Łukasz Hanzel 22' | 1:2(1:2)Raport | Wisła Płock · 21' Damian Piotrowski · 38' Arkadiusz Reca | Stadion Miejski, Suwałki Widzów: 933 Sędzia: Jacek Małyszek (Lublin) |
|                        |                                   |                |                                                          |                                                                      |

| 7 listopada 2015 16:00 | Miedź Legnica · Valērijs Šabala 15' · Marquitos 25' | 2:0(2:0)Raport | Bytovia Bytów                                        | Stadion Miejski, Legnica Widzów: 1109 Sędzia: Zbigniew Dobrynin (Łódź) |
|                        | kartki: · Wojciech Łobodziński · Keon Daniel        |                | kartki: · Robert Mandrysz · Dawid Kort · Daniel Mąka |                                                                        |

| 7 listopada 2015 16:00 | Sandecja Nowy Sącz                                 | 0:0(0:0)Raport | Olimpia Grudziądz                                                                              | Stadion im. Ojca Władysława Augustynka, Nowy Sącz Widzów: 718 Sędzia: Tomasz Radkiewicz (Łódź) |
|                        | kartki: · Ołeksandr Tarasenko · Filip Piszczek 88' |                | kartki: · Adrian Bielawski · Michał Łabędzki · Wojciech Reiman · Rok Elsner · Marcin Smoliński |                                                                                                |

| 7 listopada 2015 17:00 | GKS Katowice · Bartosz Iwan 17'            | 1:0(1:0)Raport | Zawisza Bydgoszcz                                   | Stadion GKS, Katowice Widzów: (bez udziału publiczności) Sędzia: Zbigniew Dobrynin (Łódź) |
|                        | kartki: · Łukasz Pielorz · Filip Burkhardt |                | kartki: · Łukasz Nawotczyński · 85' Wasił Panajotow |                                                                                           |

| 7 listopada 2015 17:00 | GKS Bełchatów                          | 0:2(0:2)Raport | Rozwój Katowice · 17' Patryk Kun · 43' Bartosz Jaroszek | GIEKSA Arena, Bełchatów Widzów: 1831 Sędzia: Marcin Szczerbowicz (Olsztyn) |
|                        | kartki: · Lukáš Kubáň · Patryk Rachwał |                | kartki: · Kamil Cholerzyński · Joshua Balogun Kayode    |                                                                            |

| 8 listopada 2015 12:00 | Pogoń Siedlce                                                                    | 0:1(0:1)Raport | Stomil Olsztyn · 17' (k) Rafał Kujawa                     | Stadion ROSRRiT, Siedlce Widzów: 260 Sędzia: Łukasz Szczech (Warszawa) |
|                        | kartki: · Konrad Wrzesiński · Rafał Zembrowski · Ernest Dzięcioł · Kamil Dmowski |                | kartki: · Łukasz Suchocki · Grzegorz Lech · Paweł Łukasik |                                                                        |

| 8 listopada 2015 12:45 | Zagłębie Sosnowiec · Grzegorz Fonfara 44' · Martin Pribula 73'     | 2:0(1:0)Raport | Chrobry Głogów          | Stadion Ludowy, Sosnowiec Widzów: 2410 Sędzia: Piotr Lasyk (Bytom) |
|                        | kartki: · Jovan Ninković · Grzegorz Fonfara · Michał Fidziukiewicz |                | kartki: · Marcel Gąsior |                                                                    |

### 17. kolejka (13 listopada – 15 listopada)
| 14 listopada 2015 17:00 | Olimpia Grudziądz                                                                                                   | 0:2(0:1)Raport | Wigry Suwałki · 43' Kamil Adamek · 52' (k)                      | Stadion Miejski, Grudziądz Widzów: 545 Sędzia: Mateusz Złotnicki (Lublin) |
|                         | kartki: · Michał Wróbel · Adrian Bielawski · Michal Piter-Bučko 35' · Marcin Woźniak · Rok Elsner · Michał Łabędzki |                | kartki: · Karol Salik · Maciej Wichtowski · Adrian Karankiewicz |                                                                           |

| 14 listopada 2015 13:00 | Rozwój Katowice · Adam Czerkas 36', 46'                             | 2:0(1:0)Raport | Sandecja Nowy Sącz | Stadion Rozwoju, Katowice Widzów: 700 Sędzia: Sebastian Krasny (Kraków) |
|                         | kartki: · Przemysław Gałecki · Łukasz Winiarczyk · Bartosz Jaroszek |                |                    |                                                                         |

| 14 listopada 2015 18:00 | Bytovia Bytów · Janusz Surdykowski 37' (k) · Marek Opałacz 58' | 2:2(1:1)Raport | GKS Bełchatów · 26' Marcin Flis · 84' Václav Cverna | Stadion MOSiR, Bytów Widzów: 500 Sędzia: Michał Mularczyk (Skierniewice) |
|                         | kartki: · Michał Jakóbowski                                    |                | kartki: · Jakub Serafin                             |                                                                          |

| 14 listopada 2015 15:00 | Stomil Olsztyn          | 0:1(0:0)Raport | Miedź Legnica · 90' Tomasz Midzierski                        | Stadion OSiR, Olsztyn Widzów: 1730 Sędzia: Piotr Idzik (Poznań) |
|                         | kartki: · Grzegorz Lech |                | kartki: · Tomasz Midzierski · Błażej Telichowski · Marquitos |                                                                 |

| 14 listopada 2015 17:00 | Chojniczanka Chojnice · Piotr Kieruzel 89' | 1:0(0:0)Raport | Pogoń Siedlce                 | Stadion Miejski Chojniczanka, Chojnice Widzów: 590 Sędzia: Artur Aluszyk (Szczecin) |
|                         | kartki: · Piotr Kieruzel · Patryk Mikita   |                | kartki: · 38' Ernest Dzięcioł |                                                                                     |

| 14 listopada 2015 17:00 | Dolcan Ząbki · Antonio Calderón 33' (k)                                   | 1:1(1:1)Raport | MKS Kluczbork · 29' Marcin Nowacki | Stadion Dolcanu, Ząbki Widzów: 300 Sędzia: Dominik Sulikowski (Gdańsk) |
|                         | kartki: · Damian Jakubik · Piotr Klepczarek II 78' · Szymon Mateuszek 90' |                | kartki: · Grzegorz Wnuk            |                                                                        |

| 15 listopada 2015 12:45 | Chrobry Głogów                                | 0:1(0:1)Raport | Arka Gdynia · 45' Paweł Abbott                              | Stadion Chrobrego, Głogów Widzów: (bez udziału publiczności) Sędzia: Tomasz Radkiewicz (Łódź) |
|                         | kartki: · Patryk Malinowski · Szymon Drewniak |                | kartki: · Alan · Grzegorz Tomasiewicz · 90' Rafał Siemaszko |                                                                                               |

| 5 grudnia 2015 16:00 | Zawisza Bydgoszcz · Kamil Drygas 9' (k), 44', 45' · Szymon Lewicki 37', 56' · Jakub Smektała 72' | 6:1(4:1)Raport | Zagłębie Sosnowiec · 13' Michał Fidziukiewicz     | Stadion im. Zdzisława Krzyszkowiaka, Bydgoszcz Widzów: 1023 Sędzia: Marek Opaliński (Legnica) |
|                      | kartki: · Daniel Włosiński · Jakub Łukowski                                                      |                | kartki: · Marcin Sierczyński · 8' Łukasz Sołowiej |                                                                                               |

| 13 listopada 2015 18:30 | Wisła Płock · Damian Piotrowski 36', 53' | 2:0(1:0)Raport | GKS Katowice                                                    | Stadion im. Kazimierza Górskiego, Płock Widzów: 600 Sędzia: Paweł Pskit (Łódź) |
|                         | kartki: · Przemysław Szymiński           |                | kartki: · Mateusz Kamiński · Filip Burkhardt · Grzegorz Goncerz |                                                                                |

### 18. kolejka (20 listopada – 22 listopada)
| 21 listopada 2015 16:00 | Wigry Suwałki | 0:1(0:0)Raport | GKS Katowice · 90' Grzegorz Goncerz | Stadion Miejski, Suwałki Widzów: 1000 Sędzia: Wojciech Krztoń (Olsztyn) |
|                         |               |                | kartki: · Alan Czerwiński           |                                                                         |

| 22 listopada 2015 12:45 | Wisła Płock · Arkadiusz Reca 7' · Mikołaj Lebedyński 46' · Piotr Wlazło 81' | 3:1(1:1)Raport | Zagłębie Sosnowiec · Grzegorz Fonfara 45'                | Stadion im. Kazimierza Górskiego, Płock Widzów: 3000 Sędzia: Mariusz Złotek (Stalowa Wola) |
|                         | kartki: · Patryk Stępiński · Maksymilian Rogalski · Mikołaj Lebedyński      |                | kartki: · Sebastian Dudek · Łukasz Matusiak · Jakub Arak |                                                                                            |

| 20 listopada 2015 20:30 | Zawisza Bydgoszcz · Kamil Drygas 75' (k), 90'    | 2:2(0:1)Raport | Arka Gdynia · 25' Michał Nalepa · 81' Marcus Vinícius       | Stadion im. Zdzisława Krzyszkowiaka, Bydgoszcz Widzów: 846 Sędzia: Piotr Lasyk (Bytom) |
|                         | kartki: · Łukasz Nawotczyński · Krzysztof Nykiel |                | kartki: · Marcin Warcholak · Miroslav Božok · Michał Nalepa |                                                                                        |

| 21 listopada 2015 16:00 | Chrobry Głogów · Maciej Górski 15' (76), 80' · Łukasz Szczepaniak 82' · Mateusz Hałambiec 89' | 5:1(1:1)Raport | MKS Kluczbork · 35' Rafał Niziołek                                     | Stadion Chrobrego, Głogów Widzów: 621 Sędzia: Adam Lyczmański (Bydgoszcz) |
|                         | kartki: · Karol Szymański · Łukasz Bogusławski · Karol Hodowany                               |                | kartki: · 67' Bartosz Brodziński · Piotr Kasperkiewicz · Michał Kojder |                                                                           |

| 20 listopada 2015 18:00 | Dolcan Ząbki · Kamil Wiktorski 43' · Damian Kądzior 46' · Daniel Gołębiewski 68' (79) · Damian Jakubik 70' · Damian Świerblewski 85' | 6:1(1:1)Raport | Pogoń Siedlce · 22' Mariusz Rybicki                          | Stadion Dolcanu, Ząbki Widzów: 413 Sędzia: Sebastian Jarzębak (Bytom) |
|                         | kartki: · Damian Jakubik · Szymon Sawala · Daniel Gałębiewski                                                                        |                | kartki: · Konrad Wrzesiński · Daniel Chyła · Mariusz Rybicki |                                                                       |

| 22 listopada 2015 16:00 | Chojniczanka Chojnice · Paweł Zawistowski 90' | 1:0(0:0)Raport | Miedź Legnica                                         | Stadion Miejski Chojniczanka, Chojnice Widzów: 700 Sędzia: Łukasz Bednarek (Koszalin) |
|                         |                                               |                | kartki: · Marcin Garuch · Marquitos · Valērijs Šabala |                                                                                       |

| 21 listopada 2015 16:00 | Stomil Olsztyn | 0:2(0:0)Raport | GKS Bełchatów · Lukas Klemenz 69' · Seweryn Michalski 77' | Stadion OSiR, Olsztyn Widzów: 1874 Sędzia: Mariusz Korpalski (Toruń) |
|                         |                |                | kartki: · Marcin Flis                                     |                                                                      |

| 21 listopada 2015 16:00 | Bytovia Bytów · Michał Jakóbowski 45'                              | 1:0(1:0)Raport | Sandecja Nowy Sącz                       | Stadion MOSiR, Bytów Widzów: 400 Sędzia: Marek Opaliński (Legnica) |
|                         | kartki: · Wojciech Wilczyński · Dawid Kort · Robert Mandrysz , 77' |                | kartki: · Mateusz Bartków · Matej Náther |                                                                    |

| 21 listopada 2015 13:00 | Rozwój Katowice                            | 0:2(0:0)Raport | Olimpia Grudziądz · Adam Banasiak 76', 90' | Stadion Rozwoju, Katowice Widzów: 500 Sędzia: Tomasz Wajda (Żywiec) |
|                         | kartki: · Raúl González · Bartosz Jaroszek |                | kartki: · Donald Djoussé · Patryk Skórecki |                                                                     |

### 19. kolejka (28 listopada – 29 listopada)
| 28 listopada 2015 16:00 | Chojniczanka Chojnice · Przemysław Pietruszka 5' (k.) · Przemysław Czerwiński 23' | 2:0(2:0)Raport | GKS Bełchatów                                             | Stadion Miejski Chojniczanka, Chojnice Widzów: 700 Sędzia: Paweł Kantor (Dębica) |
|                         | kartki: · Damian Garbacik · Patryk Mikita                                         |                | kartki: · Seweryn Michalski · Václav Cverna · Lukáš Kubáň |                                                                                  |

| 3 grudnia 2015 13:00 | Dolcan Ząbki · Damian Kądzior 6', 76' · Mateusz Wieteska 47'                   | 3:4(1:2)Raport | Miedź Legnica · 2', 10' Tadas Labukas · 71' (k) Łukasz Garguła · 88' Keon Daniel     | Stadion Dolcanu, Ząbki Widzów: 270 Sędzia: Artur Aluszyk (Szczecin) |
|                      | kartki: · Kamil Wiktorski 86' · Piotr Petasz · Szymon Matuszek Paweł Tarnowski |                | kartki: · Dawid Smug · 64' Grzegorz Bartczak · Wojciech Łobodziński · Adrian Cierpka |                                                                     |

W pierwotnym terminie (28 listopada, godz. 13:00) spotkanie zostało odwołane z powodu złego stanu boiska.
| 28 listopada 2015 13:00 | Rozwój Katowice · Bartosz Jaroszek 36'                  | 1:3(1:1)Raport | Wigry Suwałki · 45' Łukasz Hanzel · 52' Kamil Adamek · 73' Łukasz Moneta | Stadion Rozwoju, Katowice Widzów: 700 Sędzia: Piotr Idzik (Poznań) |
|                         | kartki: · Raúl González · Bartosz Jaroszek · Patryk Kun |                | kartki: · Aleksandar Atanacković                                         |                                                                    |

| 28 listopada 2015 17:00 | Olimpia Grudziądz · Michal Piter-Bučko 90' | 1:1(0:0)Raport | Bytovia Bytów · 60' Mateusz Klichowicz | Stadion Miejski, Grudziądz Widzów: 450 Sędzia: Paweł Pskit (Łódź) |
|                         | kartki: · Patryk Skórecki                  |                | kartki: · Krzysztof Bąk                |                                                                   |

| 28 listopada 2015 16:00 | Sandecja Nowy Sącz                        | 0:2(0:1)Raport | Stomil Olsztyn · 14' Paweł Łukasik · 76' Rafał Kujawa | Stadion im. Ojca Władysława Augustynka, Nowy Sącz Widzów: 498 Sędzia: Łukasz Szczech (Warszawa) |
|                         | kartki: · Matej Náther · Josef Čtvrtníček |                | kartki: · Janusz Bucholc                              |                                                                                                 |

| 28 listopada 2015 15:00 | Pogoń Siedlce · Mariusz Rybicki 81'    | 1:0(0:0)Raport | Chrobry Głogów                         | Stadion ROSRRiT, Siedlce Widzów: 430 Sędzia: Jacek Małyszek (Lublin) |
|                         | kartki: · Rafał Zembrowski · Adam Duda |                | kartki: · Adam Samiec · Damian Sędziak |                                                                      |

| 28 listopada 2015 13:00 | MKS Kluczbork                                                     | 0:1(0:0)Raport | Zawisza Bydgoszcz · 90' Szymon Lewicki | Stadion Miejski, Kluczbork Widzów: 600 Sędzia: Mateusz Złotnicki (Lublin) |
|                         | kartki: · Kamil Nitkiewicz · Piotr Kasperkiewicz · Sebastian Deja |                | kartki: · Kamil Drygas                 |                                                                           |

| 27 listopada 2015 20:30 | Arka Gdynia · Paweł Abbott 29', 48' · Paweł Wojowski 79' · Rafał Siemaszko 82' | 4:2(1:1)Raport | Wisła Płock · 37', 90' Mikołaj Lebedyński         | Stadion GOSiR, Gdynia Widzów: 6179 Sędzia: Zbigniew Dobrynin (Łódź) |
|                         | kartki: · Tadeusz Socha · Alan · Antoni Łukasiewicz                            |                | kartki: · Patryk Stępiński · Maksymilian Rogalski |                                                                     |

| 29 listopada 2015 12:45 | Zagłębie Sosnowiec · Michał Fidziukiewicz 84', 90' | 2:1(0:0)Raport | GKS Katowice · 83' Povilas Leimonas       | Stadion Ludowy Sosnowiec Widzów: 3700 Sędzia: Mirosław Górecki (Katowice) |
|                         | kartki: · Sebastian Dudek                          |                | kartki: · Filip Burkhardt · Paweł Szołtys |                                                                           |

## Runda wiosenna (4 marca – 5 czerwca)

### 20. kolejka (4 marca – 6 marca)
| 4 marca 2016 18:00 | Wigry Suwałki                         | 0:2(0:1)Raport | Zagłębie Sosnowiec · 14' Sebastian Dudek · 85' Krzysztof Markowski | Stadion Miejski, Suwałki Widzów: 1356 Sędzia: Adam Lyczmański (Bydgoszcz) |
|                    | kartki: · Artur Bogusz · Damian Gąska |                | kartki: · Sebastian Dudek                                          |                                                                           |

| 6 marca 2016 12:45 | GKS Katowice | 0:2(0:2)Raport | Arka Gdynia · 17' Marcus Vinícius · 36' Paweł Abbott | Stadion GKS, Katowice Sędzia: Sebastian Krasny (Kraków) |
|                    |              |                | kartki: · Dariusz Formella                           |                                                         |

| 5 marca 2016 15:00 | Wisła Płock · Damian Piotrowski 15' (k) · Dimityr Ilijew 40' · Arkadiusz Reca 50' | 3:0(2:0)Raport | MKS Kluczbork                                | Stadion im. Kazimierza Górskiego, Płock Widzów: 3149 Sędzia: Zbigniew Dobrynin (Łódź) |
|                    | kartki: · Jakub Bąk                                                               |                | kartki: · Kamil Nitkiewicz · Łukasz Ganowicz |                                                                                       |

| 5 marca 2016 17:00 | Zawisza Bydgoszcz · Jakub Smektała 60'                      | 1:0(0:0)Raport | Pogoń Siedlce                                          | Stadion im. Zdzisława Krzyszkowiaka, Bydgoszcz Widzów: 2483 Sędzia: Marek Opaliński (Legnica) |
|                    | kartki: · Łukasz Sapela · Sebastian Kamiński · Kamil Drygas |                | kartki: · Mateusz Żytko · Daniel Chyła · Daniel Dybiec |                                                                                               |

| 4 marca 2016 18:00 | Chrobry Głogów · Maciej Górski 26' · Kevin Lafrance 65' | 2:1(1:1)Raport | Miedź Legnica · 4' Tadas Labukas | Stadion Chrobrego, Głogów Widzów: 2600 Sędzia: Piotr Lasyk (Bytom) |
|                    | kartki: · Łukasz Szczepaniak                            |                | kartki: · Hunter Gorskie         |                                                                    |

| 5 marca 2016 | Dolcan Ząbki | 0:3 (walkower) | GKS Bełchatów | Stadion Dolcanu, Ząbki |
|              |              |                |               |                        |

| 5 marca 2016 17:00 | Chojniczanka Chojnice                        | 0:1(0:0)Raport | Sandecja Nowy Sącz · 58' Maciej Małkowski | Stadion Miejski Chojniczanka, Chojnice Widzów: 1300 Sędzia: Paweł Pskit (Łódź) |
|                    | kartki: · Wojciech Lisowski · Piotr Kieruzel |                | kartki: · Arkadiusz Aleksander            |                                                                                |

| 5 marca 2016 13:00 | Stomil Olsztyn · Rafał Kujawa 75' | 1:1(0:1)Raport | Olimpia Grudziądz · 23' Nildo | Stadion OSiR, Olsztyn Widzów: 1900 Sędzia: Tomasz Wajda (Żywiec) |
|                    |                                   |                | kartki: · Kamil Kurowski      |                                                                  |

| 5 marca 2016 16:00 | Bytovia Bytów · Mateusz Klichowicz 21' · Omar Monterde 90' | 2:1(1:1)Raport | Rozwój Katowice · 24' Tomasz Szatan                               | Stadion MOSiR, Bytów Widzów: 638 Sędzia: Łukasz Bednarek (Koszalin) |
|                    |                                                            |                | kartki: · Przemysław Gałecki · Raúl González · Kamil Cholerzyński |                                                                     |

### 21. kolejka (12 marca – 13 marca)
|  | Dolcan Ząbki | 0:3(walkower) | Sandecja Nowy Sącz | Stadion Dolcanu, Ząbki |
|  |              |               |                    |                        |

| 12 marca 2016 16:00 | Bytovia Bytów                                 | 0:0(0:0)Raport | Wigry Suwałki                        | Stadion MOSiR, Bytów Widzów: 600 Sędzia: Piotr Idzik (Poznań) |
|                     | kartki: · Łukasz Wróbel · Bartłomiej Poczobut |                | kartki: · Artur Bogusz · Marko Brtan |                                                               |

| 11 marca 2016 20:00 | Rozwój Katowice · Przemysław Gałecki 61' (k) · Adam Czerkas 68' | 2:1(0:0)Raport | Stomil Olsztyn · 82' Paweł Głowacki         | Stadion Rozwoju, Katowice Widzów: 821 Sędzia: Mateusz Złotnicki (Lublin) |
|                     | kartki: · Wojciech Król 81' · Bartosz Jaroszek · Konrad Nowak   |                | kartki: · Łukasz Jegliński · Paweł Głowacki |                                                                          |

| 12 marca 2016 17:00 | Olimpia Grudziądz · Nildo 56' | 1:0(0:0)Raport | Chojniczanka Chojnice                                                                            | Stadion Miejski, Grudziądz Widzów: 1500 Sędzia: Paweł Pskit (Łódź) |
|                     |                               |                | kartki: · Wojciech Lisowski · 90' Przemysław Pietruszka · Łukasz Kosakiewicz · Paweł Zawistowski |                                                                    |

| 12 marca 2016 17:00 | GKS Bełchatów · Aghwan Papikjan 81' | 1:1(0:0)Raport | Chrobry Głogów · 90' Szymon Drewniak | GIEKSA Arena, Bełchatów Widzów: 2012 Sędzia: Sebastian Jarzębak (Bytom) |
|                     | kartki: · Petr Zapalač              |                | kartki: · Kevin Lafrance             |                                                                         |

| 13 marca 2016 12:45 | Miedź Legnica · Artjom Artjunin 42' | 1:1(1:0)Raport | Zawisza Bydgoszcz · 55' Karol Angielski | Stadion Miejski, Legnica Widzów: 1250 Sędzia: Tomasz Wajda (Żywiec) |
|                     | kartki: · Michał Stasiak            |                | kartki: · Sebastian Kamiński            |                                                                     |

| 12 marca 2016 18:00 | MKS Kluczbork · Sebastian Deja 51'         | 1:2(0:2)Raport | GKS Katowice · 3' Bartosz Iwan · 24' Krzysztof Wołkowicz     | Stadion Miejski Kluczbork Widzów: 1980 Sędzia: Łukasz Szczech (Warszawa) |
|                     | kartki: · Łukasz Ganowicz · Sebastian Deja |                | kartki: · Oliver Práznovský · Marcin Flis · Povilas Leimonas |                                                                          |

| 12 marca 2016 17:00 | Pogoń Siedlce                                                                  | 0:0(0:0)Raport | Wisła Płock                                        | Stadion ROSRRiT, Siedlce Widzów: 2467 Sędzia: Sebastian Krasny (Kraków) |
|                     | kartki: · Konrad Wrzesiński · Daniel Chyła · Kamil Dmowski · Rafał Augustyniak |                | kartki: · Fabian Hiszpański · Maksymilian Rogalski |                                                                         |

| 11 marca 2016 20:30 | Arka Gdynia · Paweł Abbott 25' · Dariusz Formella 90' | 2:2(1:1)Raport | Zagłębie Sosnowiec · 8' (s) Krzysztof Sobieraj · 76' Michał Fidziukiewicz | Stadion GOSiR, Gdynia Widzów: 8602 Sędzia: Krzysztof Jakubik (Siedlce) |
|                     | kartki: · Krzysztof Sobieraj · Dariusz Formella       |                | kartki: · Carles Martínez                                                 |                                                                        |

### 22. kolejka (18 marca – 20 marca)
| 20 marca 2016 17:00 | Wigry Suwałki                         | 0:1(0:0)Raport | Arka Gdynia · 52' Dariusz Formella                  | Stadion Miejski, Suwałki Widzów: 1650 Sędzia: Zbigniew Dobrynin (Łódź) |
|                     | kartki: · Omar Santana · Kamil Adamek |                | kartki: · Tadeusz Socha · Alan · Antoni Łukasiewicz |                                                                        |

| 20 marca 2016 18:00 | Zagłębie Sosnowiec        | 0:2(0:1)Raport | MKS Kluczbork · 34' (sam) Grzegorz Fonfara · 54' Maciej Kowalczyk | Stadion Ludowy, Sosnowiec Sędzia: Tomasz Radkiewicz (Łódź) |
|                     | kartki: · Dimityr Wezałow |                |                                                                   |                                                            |

| 19 marca 2016 17:00 | GKS Katowice · Rafał Zembrowski 74' (s)                                                                                                | 1:0(0:0)Raport | Pogoń Siedlce                                                     | Stadion GKS, Katowice Sędzia: Artur Aluszyk (Szczecin) |
|                     | kartki: · Mateusz Kuchta · Oliver Práznovský · Łukasz Pielorz · Sławomir Duda · Paweł Szołtys · Krzysztof Wołkowicz · Grzegorz Goncerz |                | kartki: · Daniel Dybiec · Marcin Paczkowski · Damian Świerblewski |                                                        |

| 18 marca 2016 20:30 | Wisła Płock · Damian Piotrowski 34' · Wojciech Łuczak 90' | 2:0(1:0)Raport | Miedź Legnica                            | Stadion im. Kazimierza Górskiego, Płock Sędzia: Adam Lyczmański (Bydgoszcz) |
|                     |                                                           |                | kartki: · Damian Rasak · Petteri Forsell |                                                                             |

| 20 marca 2016 12:45 | Zawisza Bydgoszcz · Sebastian Kamiński 81' | 1:0(0:0)Raport | GKS Bełchatów | Stadion im. Zdzisława Krzyszkowiaka, Bydgoszcz Sędzia: Piotr Lasyk (Bytom) |
|                     | kartki: · Karol Danielak                   |                |               |                                                                            |

| 19 marca 2016 18:00 | Chrobry Głogów · Damian Sędziak 62'                                                                                     | 1:1(0:0)Raport | Sandecja Nowy Sącz · 55' Maciej Małkowski  | Stadion Chrobrego, Głogów Sędzia: Łukasz Bednarek (Koszalin) |
|                     | kartki: · Michał Ilków-Gołąb 48' · Kevin Lafrance · Bartosz Machaj · Michał Michalec · Szymon Drewniak · Damian Sędziak |                | kartki: · Dawid Szufryn · Maciej Małkowski |                                                              |

|  | Dolcan Ząbki | 0:3(walkower) | Olimpia Grudziądz | Stadion Dolcanu, Ząbki |
|  |              |               |                   |                        |

| 19 marca 2016 17:00 | Chojniczanka Chojnice · Patryk Mikita 62'       | 1:3(0:1)Raport | Rozwój Katowice · 32' Adam Czerkas · 85', 89' Filip Kozłowski                                              | Stadion Miejski Chojniczanka, Chojnice Sędzia: Wojciech Krztoń (Olsztyn) |
|                     | kartki: · Wojciech Lisowski 83' · Patryk Mikita |                | kartki: · Raúl González · Robert Menzel · Łukasz Winiarczyk · Tomasz Wróbel · Konrad Nowak · Tomasz Szatan |                                                                          |

| 19 marca 2016 14:00 | Stomil Olsztyn       | 0:0(0:0)Raport | Bytovia Bytów                                                        | Stadion OSiR, Olsztyn Sędzia: Jacek Małyszek (Lublin) |
|                     | kartki: · Karol Żwir |                | kartki: · Maciej Liśkiewicz · Mateusz Klichowicz · Michał Rzuchowski |                                                       |

### 23. kolejka (24 marca - 28 marca)
| 26 marca 2016 12:00 | Stomil Olsztyn · Grzegorz Lech 2' · Rafał Kujawa 8'                           | 2:2(2:1)Raport | Wigry Suwałki · 14' Bartłomiej Kalinkowski · 77' Kamil Adamek                | Stadion OSiR, Olsztyn Widzów: 2100 Sędzia: Dominik Sulikowski (Gdańsk) |
|                     | kartki: · Rafał Remisz · Piotr Klepczarek II · Grzegorz Lech · Piotr Głowacki |                | kartki: · Jakub Bartkowski · Maciej Wichtowski · Martin Baran · Omar Santana |                                                                        |

| 24 marca 2016 18:00 | Bytovia Bytów · Charles Nwaogu 37' | 1:1(1:0)Raport | Chojniczanka Chojnice · 71' Maciej Rogalski | Stadion MOSiR, Bytów Widzów: 880 Sędzia: Michał Mularczyk (Skierniewice) |
|                     |                                    |                | kartki: · Piotr Kieruzel · Daniel Feruga    |                                                                          |

|  | Rozwój Katowice | 3:0(walkower) | Dolcan Ząbki | Stadion Rozwoju, Katowice |
|  |                 |               |              |                           |

| 26 marca 2016 14:00 | Olimpia Grudziądz · Marcin Kaczmarek 63' (k), 85' | 2:1(0:1)Raport | Chrobry Głogów · 38' Łukasz Szczepaniak         | Stadion Miejski, Grudziądz Sędzia: Tomasz Wajda (Żywiec) |
|                     | kartki: · Marcin Kaczmarek                        |                | kartki: · Robert Pisarczuk · Łukasz Szczepaniak |                                                          |

| 26 marca 2016 13:00 | Sandecja Nowy Sącz · Maciej Małkowski 13' (k), 54', 59' · Bartłomiej Dudzic 84' | 4:0(1:0)Raport | Zawisza Bydgoszcz                                           | Stadion im. Ojca Władysława Augustynka, Nowy Sącz Widzów: 1176 Sędzia: Mateusz Złotnicki (Lublin) |
|                     | kartki: · Przemysław Szarek · Maciej Małkowski                                  |                | kartki: · Piotr Stawarczyk · Blažo Igumanović · Maciej Kona |                                                                                                   |

| 28 marca 2016 20:30 | GKS Bełchatów                        | 0:2(0:1)Raport | Wisła Płock · 2' Arkadiusz Reca · 82' Dimityr Ilijew | GIEKSA Arena, Bełchatów Widzów: 2004 Sędzia: Marek Opaliński (Legnica) |
|                     | kartki: · Lukáš Kubáň · Petr Zapalač |                |                                                      |                                                                        |

| 25 marca 2016 18:00 | Miedź Legnica · Tadas Labukas 44' | 1:1(1:0)Raport | GKS Katowice · 80' Krzysztof Wołkowicz                 | Stadion Miejski, Legnica Widzów: 1944 Sędzia: Sebastian Krasny (Kraków) |
|                     | kartki: · Igor Subbotin           |                | kartki: · Marcin Flis · Łukasz Pielorz · Sławomir Duda |                                                                         |

| 26 marca 2016 15:00 | MKS Kluczbork                                                   | 0:2(0:1)Raport | Arka Gdynia · 3' Paweł Abbott · 64' Michał Marcjanik | Stadion Miejski Kluczbork Widzów: 1420 Sędzia: Sebastian Jarzębak (Bytom) |
|                     | kartki: · Łukasz Ganowicz · Bartosz Brodziński · Rafał Niziołek |                | kartki: · Mateusz Szwoch                             |                                                                           |

| 26 marca 2016 12:10 | Pogoń Siedlce · Mariusz Rybicki 7' · Kamil Jonkisz 9' · Mateusz Żytko 76' (k)   | 3:2(2:0)Raport | Zagłębie Sosnowiec · 63' Robert Bartczak · 90' Jakub Arak | Stadion ROSRRiT, Siedlce Widzów: 2455 Sędzia: Marcin Szczerbowicz (Olsztyn) |
|                     | kartki: · Rafał Zembrowski · Rafał Augustyniak · Adam Duda · Daniel Gołębiewski |                | kartki: · Marcin Sierczyński · Adrian Paluchowski         |                                                                             |

### 24. kolejka (1 kwietnia – 3 kwietnia)
| 2 kwietnia 2016 18:00 | Wigry Suwałki · Kamil Adamek 21', 56'                                                | 2:2(1:1)Raport | MKS Kluczbork · 32' Michał Szewczyk · 83' Bartosz Brodziński | Stadion Miejski, Suwałki Sędzia: Wojciech Krztoń (Olsztyn) |
|                       | kartki: · Maciej Wichtowski 50' · Tomasz Jarzębowski · Miłosz Kozak · Kamil Zapolnik |                | kartki: · Rafał Niziołek · Maciej Kowalczyk                  |                                                            |

| 1 kwietnia 2016 18:00 | Arka Gdynia · Dariusz Formella 18' · Paweł Abbott 52' · Rafał Augustyniak 71' (s) | 3:0(1:0)Raport | Pogoń Siedlce             | Stadion GOSiR, Gdynia Widzów: 6405 Sędzia: Adam Lyczmański (Bydgoszcz) |
|                       | kartki: · Dariusz Formella                                                        |                | kartki: · Mariusz Rybicki |                                                                        |

| 1 kwietnia 2016 19:00 | Zagłębie Sosnowiec                                        | 0:1(0:0)Raport | Miedź Legnica · 57' Wojciech Łobodziński   | Stadion Ludowy, Sosnowiec Sędzia: Paweł Pskit (Łódź) |
|                       | kartki: · Žarko Udovičić · Dawid Ryndak · Carles Martínez |                | kartki: · Grzegorz Bartczak · Damian Rasak |                                                      |

| 3 kwietnia 2016 12:45 | GKS Katowice · Oliver Práznovský 45'                                               | 1:0(1:0)Raport | GKS Bełchatów                           | Stadion GKS, Katowice Sędzia: Piotr Idzik (Poznań) |
|                       | kartki: · Oliver Práznovský · Mateusz Kamiński · Tomasz Zahorski · Adrian Frańczak |                | kartki: · Lukas Klemenz · Václav Cverna |                                                    |

| 2 kwietnia 2016 17:00 | Wisła Płock                | 0:0(0:0)Raport | Sandecja Nowy Sącz    | Stadion im. Kazimierza Górskiego, Płock Widzów: 4121 Sędzia: Piotr Lasyk (Bytom) |
|                       | kartki: · Patryk Stępiński |                | kartki: · Kamil Słaby |                                                                                  |

| 1 kwietnia 2016 18:00 | Zawisza Bydgoszcz · Kamil Drygas 48' (k)  | 1:1(0:0)Raport | Olimpia Grudziądz · 59' Nildo | Stadion im. Zdzisława Krzyszkowiaka, Bydgoszcz Sędzia: Zbigniew Dobrynin (Łódź) |
|                       | kartki: · Karol Danielak · Szymon Lewicki |                | kartki: · Dariusz Kłus        |                                                                                 |

| 2 kwietnia 2016 18:00 | Chrobry Głogów · Maciej Górski 77'                 | 1:2(0:1)Raport | Rozwój Katowice · 41' Adam Czerkas · 84' Tomasz Wróbel                  | Stadion Chrobrego, Głogów Sędzia: Łukasz Szczech (Warszawa) |
|                       | kartki: · Michał Ilków-Gołąb · Dominik Kościelniak |                | kartki: · Robert Menzel · Adam Żak · Kamil Cholerzyński · Tomasz Szatan |                                                             |

|  | Dolcan Ząbki | 0:3(walkower) | Bytovia Bytów | Stadion Dolcanu, Ząbki |
|  |              |               |               |                        |

| 2 kwietnia 2016 18:00 | Chojniczanka Chojnice · Łukasz Kosakiewicz 22' | 1:1(1:0)Raport | Stomil Olsztyn · 67' Tsubasa Nishi               | Stadion Miejski Chojniczanka, Chojnice Sędzia: Łukasz Bednarek (Koszalin) |
|                       | kartki: · Marcin Biernat · Patryk Mikita       |                | kartki: · Paweł Głowacki · Michał Trzeciakiewicz |                                                                           |

### 25. kolejka (8 kwietnia – 10 kwietnia)
| 9 kwietnia 2016 18:00 | Chojniczanka Chojnice                      | 0:1(0:0)Raport | Wigry Suwałki · 88' Martin Baran                     | Stadion Miejski Chojniczanka, Chojnice Sędzia: Marek Opaliński (Legnica) |
|                       | kartki: · Maciej Kostrzewa · Rafał Grzelak |                | kartki: · Artur Bogusz · Omar Santana · Kamil Adamek |                                                                          |

|  | Stomil Olsztyn | 3:0(walkower) | Dolcan Ząbki | Stadion OSiR, Olsztyn |
|  |                |               |              |                       |

| 8 kwietnia 2016 16:30 | Bytovia Bytów           | 0:3(0:3)Raport | Chrobry Głogów · 63' Maciej Górski · 75' Paweł Wojciechowski · 90' Bartosz Machaj | Stadion MOSiR, Bytów Widzów: 508 Sędzia: Artur Aluszyk (Szczecin) |
|                       | kartki: · Jakub Serafin |                | kartki: · Michał Michalec                                                         |                                                                   |

| 9 kwietnia 2016 12:00 | Rozwój Katowice · Tomasz Wróbel 43'  | 1:3(1:1)Raport | Zawisza Bydgoszcz · 27', 89', 90' Szymon Lewicki       | Stadion Rozwoju, Katowice Sędzia: Jacek Małyszek (Lublin) |
|                       | kartki: · Raúl González · Patryk Kun |                | kartki: · 78' Jean-Yves M'voto · Mica · Szymon Lewicki |                                                           |

| 8 kwietnia 2016 18:00 | Olimpia Grudziądz · Nildo 72' (k) | 1:1(0:0)Raport | Wisła Płock · 58' Mikołaj Lebedyński | Stadion Miejski, Grudziądz Sędzia: Sebastian Jarzębak (Bytom) |
|                       | kartki: · Marcin Kaczmarek        |                |                                      |                                                               |

| 9 kwietnia 2016 16:00 | Sandecja Nowy Sącz · Arkadiusz Aleksander 56' (k), 63' (k), 66', 90' | 4:0(0:0)Raport | GKS Katowice | Stadion im. Ojca Władysława Augustynka, Nowy Sącz Sędzia: Mariusz Złotek (Stalowa Wola) |
|                       | kartki: · Dawid Szufryn · Maciej Małkowski · Filip Piszczek          |                | kartki: · 59' Alan Czerwiński · Mateusz Kamiński · Łukasz Pielorz · Maciej Bębenek · Sławomir Duda · Povilas Leimonas · Bartosz Iwan · Adrian Frańczak |                                                                                         |

| 10 kwietnia 2016 12:45 | GKS Bełchatów · Václav Cverna 24' · Petr Zapalač 90' | 2:0(1:0)Raport | Zagłębie Sosnowiec | GIEKSA Arena, Bełchatów Widzów: 1510 Sędzia: Sebastian Krasny (Kraków) |
|                        | kartki: · Lukas Klemenz · Szymon Zgarda              |                |                    |                                                                        |

| 8 kwietnia 2016 18:00 | Miedź Legnica                               | 0:0(0:0)Raport | Arka Gdynia | Stadion Miejski, Legnica Widzów: 2790 Sędzia: Tomasz Radkiewicz (Łódź) |
|                       | kartki: · Błażej Telichowski · Damian Rasak |                |             |                                                                        |

| 9 kwietnia 2016 19:00 | Pogoń Siedlce · Daniel Chyła 62' · Mariusz Rybicki 65' · Konrad Wrzesiński 86' | 3:0(0:0)Raport | MKS Kluczbork                                                                | Stadion ROSRRiT, Siedlce Widzów: 2045 Sędzia: Tomasz Wajda (Żywiec) |
|                       | kartki: · Kamil Jonkisz                                                        |                | kartki: · Kamil Nitkiewicz · Sebastian Deja · Marcin Nowacki · Michał Kojder |                                                                     |

### 26. kolejka (15 kwietnia – 17 kwietnia)
| 16 kwietnia 2016 18:30 | Wigry Suwałki · Damian Gąska 25' · Kamil Adamek 38' · Kamil Zapolnik 66' | 3:1(2:1)Raport | Pogoń Siedlce · 23' Daniel Gołębiewski                                          | Stadion Miejski, Suwałki Widzów: 1410 Sędzia: Mariusz Korpalski (Toruń) |
|                        | kartki: · Bartłomiej Kalinkowski                                         |                | kartki: · Konrad Wrzesiński · Mateusz Żytko · Rafał Augustyniak · Kamil Dmowski |                                                                         |

| 16 kwietnia 2016 18:00 | MKS Kluczbork                                                 | 0:0(0:0)Raport | Miedź Legnica           | Stadion Miejski, Kluczbork Sędzia: Dominik Sulikowski (Gdańsk) |
|                        | kartki: · Łukasz Ganowicz · Rafał Niziołek · Maciej Kowalczyk |                | kartki: · Igor Subbotin |                                                                |

| 15 kwietnia 2016 20:30 | Arka Gdynia · Mateusz Szwoch 32' · Dariusz Formella 36' | 2:1(2:0)Raport | GKS Bełchatów · 56' (k) Patryk Rachwał | Stadion GOSiR, Gdynia Widzów: 7281 Sędzia: Łukasz Bednarek (Koszalin) |
|                        | kartki: · Alan · Miroslav Božok · Michał Nalepa         |                | kartki: · Mateusz Szymorek             |                                                                       |

| 17 kwietnia 2016 12:45 | Zagłębie Sosnowiec · Adrian Paluchowski 32' · Michał Fidziukiewicz 64' | 2:0(1:0)Raport | Sandecja Nowy Sącz                       | Stadion Ludowy, Sosnowiec Widzów: 2234 Sędzia: Michał Mularczyk (Skierniewice) |
|                        | kartki: · Łukasz Matusiak · Robert Bartczak                            |                | kartki: · Dawid Szufryn · Grzegorz Baran |                                                                                |

| 16 kwietnia 2016 18:00 | GKS Katowice | 0:2(0:1)Raport | Olimpia Grudziądz · 14' Jakub Szarpak · 90' Marcin Smoliński                                   | Stadion GKS, Katowice Sędzia: Mateusz Złotnicki (Lublin) |
|                        |              |                | kartki: · Matic Žitko · Jakub Szarpak · Dariusz Kłus · Sabastian Bartlewski · Piotr Darmochwał |                                                          |

| 15 kwietnia 2016 19:00 | Wisła Płock · Damian Piotrowski 64' (k)                                                     | 1:0(0:0)Raport | Rozwój Katowice            | Stadion im. Kazimierza Górskiego, Płock Widzów: 2512 Sędzia: Paweł Pskit (Łódź) |
|                        | kartki: · Bartłomiej Sielewski · Maksymilian Rogalski · Arkadiusz Reca · Mikołaj Lebedyński |                | kartki: · Bartosz Jaroszek |                                                                                 |

| 16 kwietnia 2016 17:00 | Zawisza Bydgoszcz · Piotr Stawarczyk 45' · Gal Arel 89' | 2:3(1:2)Raport | Bytovia Bytów · 13' Marek Opałacz · 34' Omar Monterde · 56' Krzysztof Bąk | Stadion im. Zdzisława Krzyszkowiaka, Bydgoszcz Widzów: 1354 Sędzia: Wojciech Krztoń (Olsztyn) |
|                        | kartki: · Karol Angielski 61'                           |                | kartki: · Marek Opałacz · Bartłomiej Poczobut · Kamil Wacławczyk          |                                                                                               |

| 16 kwietnia 2016 18:00 | Chrobry Głogów · Michał Michalec 11' · Paweł Wojciechowski 75' · Maciej Górski 90' (k) | 3:0(1:0)Raport | Stomil Olsztyn                            | Stadion Chrobrego, Głogów Widzów: 912 Sędzia: Adam Lyczmański (Bydgoszcz) |
|                        | kartki: · Kevin Lafrance                                                               |                | kartki: · Łukasz Jegliński · Rafał Kujawa |                                                                           |

|  | Dolcan Ząbki | 0:3(walkower) | Chojniczanka Chojnice |  |
|  |              |               |                       |  |

### 27. kolejka (22 kwietnia – 24 kwietnia)
|  | Dolcan Ząbki | 0:3(walkower) | Wigry Suwałki | Stadion Dolcanu, Ząbki |
|  |              |               |               |                        |

| 23 kwietnia 2016 19:00 | Chojniczanka Chojnice · Patryk Mikita 52'      | 1:1(0:0)Raport | Chrobry Głogów · 62' Maciej Górski     | Stadion Miejski Chojniczanka, Chojnice Sędzia: Tomasz Marciniak (Płock) |
|                        | kartki: · Rafał Grzelak · Bartłomiej Niedziela |                | kartki: · Adam Samiec · Mateusz Machaj |                                                                         |

| 23 kwietnia 2016 18:00 | Stomil Olsztyn · Rafał Kujawa 7'               | 1:1(1:1)Raport | Zawisza Bydgoszcz · 45' Jakub Smektała | Stadion OSiR, Olsztyn Sędzia: Artur Aluszyk (Szczecin) |
|                        | kartki: · Janusz Bucholc · Piotr Klepczarek II |                | kartki: · Mica · Wasił Panajotow       |                                                        |

| 23 kwietnia 2016 18:00 | Bytovia Bytów · Michał Jakóbowski 80'                             | 1:2(0:1)Raport | Wisła Płock · 26' Cezary Stefańczyk · 52' Arkadiusz Reca | Stadion MOSiR, Bytów Sędzia: Zbigniew Dobrynin (Łódź) |
|                        | kartki: · Michał Rzuchowski · Arkadiusz Czarnecki · Omar Monterde |                | kartki: · Fabian Hiszpański                              |                                                       |

| 24 kwietnia 2016 12:45 | Rozwój Katowice · Tomasz Wróbel 35' | 1:2(1:1)Raport | GKS Katowice · 16' (s) Bartosz Jaroszek · 82' (k) Grzegorz Goncerz | Stadion Rozwoju, Katowice Sędzia: Marek Opaliński (Legnica) |
|                        | kartki: · Tomasz Wróbel             |                | kartki: · Łukasz Pielorz · Grzegorz Goncerz · Tomasz Zahorski      |                                                             |

| 23 kwietnia 2016 18:00 | Olimpia Grudziądz · Nildo 42' · Marcin Smoliński 71' · Dejan Žigon 81' · Adam Banasiak 90' | 4:2(1:0)Raport | Zagłębie Sosnowiec · 50' (k) Sebastian Dudke · 65'Michał Fidziukiewicz | Stadion Miejski, Grudziądz Sędzia: Łukasz Szczech (Warszawa) |
|                        | kartki: · Nildo                                                                            |                | kartki: · Łukasz Sołowiej · Łukasz Matusiak                            |                                                              |

| 22 kwietnia 2016 20:30 | Sandecja Nowy Sącz       | 0:1(0:1)Raport | Arka Gdynia · 21' Dariusz Formella                              | Stadion im. Ojca Władysława Augustynka, Nowy Sącz Widzów: 2596 Sędzia: Mirosław Górecki (Katowice) |
|                        | kartki: · Grzegorz Baran |                | kartki: · Konrad Jałocha · 88' Tadeusz Socha · Dariusz Formella | |

| 23 kwietnia 2016 17:00 | GKS Bełchatów | 0:2(0:1)Raport | MKS Kluczbork · 41' Piotr Madejski · 47' Michał Szewczyk                         | GIEKSA Arena, Bełchatów Widzów: 1400 Sędzia: Sebastian Jarzębak (Bytom) |
|                        |               |                | kartki: · Łukasz Ganowicz · Sebastian Deja · Łukasz Uszalewski · Michał Szewczyk |                                                                         |

| 23 kwietnia 2016 18:00 | Pogoń Siedlce           | 0:0(0:0)Raport | Miedź Legnica                                | Stadion Miejski, Siedlce Sędzia: Jacek Małyszek (Lublin) |
|                        | kartki: · Adam Duda 76' |                | kartki: · Grzegorz Bartczak · Michał Stasiak |                                                          |

### 28. kolejka (29 kwietnia – 1 maja)
| 29 kwietnia 2016 19:00 | Wigry Suwałki            | 0:0(0:0)Raport | Miedź Legnica | Stadion Miejski, Suwałki Widzów: 1670 Sędzia: Marcin Szczerbowicz (Olsztyn) |
|                        | kartki: · Damian Kądzior |                |               |                                                                             |

| 30 kwietnia 2016 18:00 | Pogoń Siedlce · Mateusz Żytko 82' (k.)     | 1:0(0:0)Raport | GKS Bełchatów                                                                       | Stadion ROSRRiT, Siedlce Widzów: 1632 Sędzia: Mariusz Złotek (Stalowa Wola) |
|                        | kartki: · Daniel Chyła · Marcin Paczkowski |                | kartki: · Cezary Demianiuk · Hieronim Gierszewski · Mateusz Szymorek · Petr Zapalač |                                                                             |

| 30 kwietnia 2016 16:00 | MKS Kluczbork · Mateusz Żytko 8' · Michał Kojder 90' | 2:4(1:3)Raport | Sandecja Nowy Sącz · 19', 28' Wojciech Trochim · 21' (k.) Arkadiusz Aleksander · 71' Przemysław Szarek | Stadion Miejski, Kluczbork Widzów: 900 Sędzia: Adam Lyczmański (Bydgoszcz) |
|                        | kartki: · Piotr Kasperkiewicz                        |                | kartki: · Grzegorz Baran · Bartłomiej Kasprzak                                                         |                                                                            |

| 30 kwietnia 2016 18:00 | Arka Gdynia                                  | 0:0(0:0)Raport | Olimpia Grudziądz                                             | Stadion GOSiR, Gdynia Widzów: 9415 Sędzia: Paweł Pskit (Łódź) |
|                        | kartki: · Przemysław Stolc · Marcus Vinícius |                | kartki: · Grzegorz Baran · Adam Banasiak · Michal Piter-Bučko |                                                               |

| 1 maja 2016 12:45 | Zagłębie Sosnowiec | 0:1(0:0)Raport | Rozwój Katowice · 84' Sebastian Gielza                                             | Stadion Ludowy, Sosnowiec Widzów: 1300 Sędzia: Tomasz Wajda (Żywiec) |
|                   |                    |                | kartki: · Wojciech Pawłowski · Łukasz Winiarczyk · Bartosz Jaroszek · Robert Tkocz |                                                                      |

| 29 kwietnia 2016 19:00 | GKS Katowice                                 | 0:2(0:1)Raport | Bytovia Bytów · 45', 69' Janusz Surdykowski | Stadion GKS, Katowice Widzów: 1300 Sędzia: Piotr Idzik (Poznań) |
|                        | kartki: · Mateusz Kamiński · Tomasz Zahorski |                | kartki: · Michał Rzuchowski                 |                                                                 |

| 30 kwietnia 2016 20:30 | Wisła Płock               | 0:0(0:0)Raport | Stomil Olsztyn                            | Stadion im. Kazimierza Górskiego, Płock Widzów: 3820 Sędzia: Tomasz Radkiewicz (Łódź) |
|                        | kartki: · Emil Drozdowicz |                | kartki: · Łukasz Jegliński · Rafał Kujawa |                                                                                       |

| 30 kwietnia 2016 18:00 | Zawisza Bydgoszcz                                                                    | 1:0(1:0)Raport | Chojniczanka Chojnice                                                          | Stadion im. Zdzisława Krzyszkowiaka, Bydgoszcz Widzów: 1243 Sędzia: Łukasz Bednarek (Koszalin) |
|                        | kartki: · Kamil Drygas , 73' · Sebastian Kamiński · Szymon Lewicki · Wasił Panajotow |                | kartki: · Rafał Grzelak · Piotr Kieruzel · Wojciech Lisowski · Maciej Rogalski |                                                                                                |

|  | Chrobry Głogów | 3:0(walkower) | Dolcan Ząbki | Stadion Chrobrego, Głogów |
|  |                |               |              |                           |

### 29. kolejka (6 maja – 8 maja)
| 6 maja 2016 18:30 | Chrobry Głogów · Maciej Górski 29' (k) · Kevin Lafrance 50' · Mateusz Machaj 69' | 3:0(1:0)Raport | Wigry Suwałki                         | Stadion Chrobrego, Głogów Widzów: 870 Sędzia: Wojciech Krztoń (Olsztyn) |
|                   | kartki: · Karol Hodowany · Marcel Gąsior                                         |                | kartki: · Martin Baran · Damian Gąska |                                                                         |

|  | Dolcan Ząbki | 0:3(walkower) | Zawisza Bydgoszcz | Stadion Dolcanu, Ząbki |
|  |              |               |                   |                        |

| 8 maja 2016 12:45 | Chojniczanka Chojnice · Wojciech Lisowski 11' · Tomasz Mikołajczak 68' (k)         | 2:1(1:1)Raport | Wisła Płock · 31' Arkadiusz Reca                                                         | Stadion Miejski Chojniczanka, Chojnice Widzów: 1103 Sędzia: Paweł Pskit (Łódź) |
|                   | kartki: · Bartłomiej Niedziela · Jakub Mrozik · Tomasz Mikołajczak · Patryk Mikita |                | kartki: · Cezary Stefańczyk · Damian Piotrowski · Wojciech Łuczak · Maksymilian Rogalski |                                                                                |

| 7 maja 2016 15:30 | Stomil Olsztyn                | 0:0(0:0)Raport | GKS Katowice          | Stadion OSiR, Olsztyn Sędzia: Łukasz Szczech (Warszawa) |
|                   | kartki: · Piotr Klepczarek II |                | kartki: · Marcin Flis |                                                         |

| 6 maja 2016 19:46 | Bytovia Bytów · Janusz Surdykowski 5', 37' · Adrian Chomiuk 30' | 3:0(3:0)Raport | Zagłębie Sosnowiec        | Stadion MOSiR, Bytów Widzów: 672 Sędzia: Dominik Sulikowski (Gdańsk) |
|                   |                                                                 |                | kartki: · Łukasz Sołowiej |                                                                      |

| 6 maja 2016 20:30 | Rozwój Katowice · Przemysław Gałecki 90'       | 1:4(0:2)Raport | Arka Gdynia · 31' Dariusz Formella · 45' Yannick Kakoko · 56' Tadeusz Socha · 76' Miroslav Božok | Stadion Rozwoju, Katowice Sędzia: Mariusz Korpalski (Toruń) |
|                   | kartki: · Filip Kozłowski · Przemysław Gałecki |                | kartki: · Michał Marcjanik · Antoni Łukasiewicz                                                  |                                                             |

| 7 maja 2016 18:00 | Olimpia Grudziądz · Nildo 39' | 1:2(1:2)Raport | MKS Kluczbork · 34', 45' Maciej Kowalczyk                                         | Stadion Miejski, Grudziądz Sędzia: Marek Opaliński (Legnica) |
|                   | kartki: · Adam Banasiak       |                | kartki: · Bartosz Brodziński · Michał Szewczyk · Michał Kojder · Maciej Kowalczyk |                                                              |

| 7 maja 2016 19:10 | Sandecja Nowy Sącz · Przemysław Szarek 29' · Filip Piszczek 40', 83' | 3:0(2:0)Raport | Pogoń Siedlce                                    | Stadion im. Ojca Władysława Augustynka, Nowy Sącz Widzów: 975 Sędzia: Sebastian Jarzębak (Bytom) |
|                   | kartki: · Kamil Słaby · Matej Náther · Sebastian Szczepański         |                | kartki: · Bartosz Osoliński · Daniel Gołębiewski |                                                                                                  |

| 7 maja 2016 17:00 | GKS Bełchatów | 0:1(0:0)Raport | Miedź Legnica · 71' Tomasz Midzierski    | GIEKSA Arena, Bełchatów Widzów: 1324 Sędzia: Marcin Borski (Warszawa) |
|                   |               |                | kartki: · Michał Stasiak · Igor Subbotin |                                                                       |

### 30. kolejka (10 maja - 11 maja)
| 11 maja 2016 19:00 | Wigry Suwałki · Damian Kądzior 55' (k), 80' (k)                      | 2:2(0:1)Raport | GKS Bełchatów · 31' (k) Patryk Rachwał · 68' Alen Ploj | Stadion Miejski, Suwałki Sędzia: Tomasz Marciniak (Płock) |
|                    | kartki: · Bartłomiej Kalinkowski 57' · Omar Santana · Kamil Zapolnik |                | kartki: · Lukas Klemenz · Alen Ploj · Dawid Flaszka    |                                                           |

| 11 maja 2016 18:00 | Miedź Legnica · Łukasz Garguła 27' (k) · Petteri Forsell 39' · Grzegorz Bartczak 51' | 3:1(2:0)Raport | Sandecja Nowy Sącz · 46' Filip Piszczek | Stadion Miejski, Legnica Widzów: 1279 Sędzia: Szymon Lizak (Poznań) |
|                    | kartki: · Hunter Gorskie · Petteri Forsell                                           |                | kartki: · 26' Kamil Słaby               |                                                                     |

| 11 maja 2016 20:30 | Pogoń Siedlce · Mariusz Rybicki 79'         | 1:2(0:0)Raport | Olimpia Grudziądz · 74' Adam Banasiak · 83' Nildo | Stadion ROSRRiT, Siedlce Widzów: 1511 Sędzia: Tomasz Radkiewicz (Łódź) |
|                    | kartki: · Mateusz Żytko · Bartosz Osoliński |                | kartki: · Marcin Woźniak · Dejan Žigon            |                                                                        |

| 11 maja 2016 19:00 | MKS Kluczbork · Rafał Niziołek 90' (k) | 1:0(0:0)Raport | Rozwój Katowice        | Stadion Miejski, Kluczbork Widzów: 1300 Sędzia: Sebastian Krasny (Kraków) |
|                    |                                        |                | kartki: · Konrad Nowak |                                                                           |

| 10 maja 2016 20:30 | Arka Gdynia · Mateusz Szwoch 88'           | 1:1(0:0)Raport | Bytovia Bytów · 55' Kamil Wacławczyk | Stadion Miejski, Gdynia Widzów: 8901 Sędzia: Marcin Szczerbowicz (Olsztyn) |
|                    | kartki: · Michał Nalepa · Dariusz Formella |                | kartki: · Marek Opałacz              |                                                                            |

| 10 maja 2016 18:00 | Zagłębie Sosnowiec · Grzegorz Fonfara 19', 77'                        | 2:1(1:0)Raport | Stomil Olsztyn · 90' (k) Grzegorz Lech | Stadion Ludowy, Sosnowiec Widzów: 1017 Sędzia: Karol Rudziński (Olsztyn) |
|                    | kartki: · Dimityr Wezałow 69' · Krzysztof Markowski · Łukasz Matusiak |                |                                        |                                                                          |

| 11 maja 2016 19:00 | GKS Katowice · Povilas Leimonas 51' · Tomasz Zahorski 89'      | 2:2(0:2)Raport | Chojniczanka Chojnice · 15', 30' Łukasz Kosakiewicz | Stadion GKS, Katowice Widzów: 1200 Sędzia: Michał Mularczyk (Skierniewice) |
|                    | kartki: · Wojciech Kochański · Bartosz Iwan · Grzegorz Goncerz |                | kartki: · Jakub Mrozik                              |                                                                            |

|  | Wisła Płock | 3:0(walkower) | Dolcan Ząbki |  |
|  |             |               |              |  |

| 11 maja 2016 18:00 | Zawisza Bydgoszcz · Kamil Drygas 30', 59' (k) · Szymon Lewicki 57' · Karol Angielski 90' | 4:1(2:1)Raport | Chrobry Głogów · 43' Michał Michalec | Stadion im. Zdzisława Krzyszkowiaka, Bydgoszcz Widzów: 1243 Sędzia: Piotr Lasyk (Bytom) |
|                    | kartki: · Toni Markić · Wasił Panajotow · Szymon Lewicki                                 |                | kartki: · Michał Ilków-Gołąb         |                                                                                         |

### 31. kolejka (13 maja – 15 maja)
| 14 maja 2016 18:00 | Zawisza Bydgoszcz · Wasił Panajotow 49' | 1:2(0:0)Raport | Wigry Suwałki · 62' (s) Piotr Stawarczyk · 73' Miłosz KOzak | Stadion im. Zdzisława Krzyszkowiaka, Bydgoszcz Sędzia: Zbigniew Dobrynin (Łódź) |
|                    | kartki: · Toni Markić                   |                | kartki: · Martin Baran · Aleksandar Atanacković             |                                                                                 |

| 15 maja 2016 12:45 | Chrobry Głogów · Maciej Górski 46' · Kevin Lafrance 61' | 2:0(0:0)Raport | Wisła Płock                                            | Stadion Chrobrego, Głogów Sędzia: Sebastian Jarzębak (Bytom) |
|                    | kartki: · Robert Pisarczuk · Szymon Drewniak            |                | kartki: · Maksymilian Rogalski · 37' Damian Piotrowski |                                                              |

|  | Dolcan Ząbki | 0:3(walkower) | GKS Katowice |  |
|  |              |               |              |  |

| 15 maja 2016 19:00 | Chojniczanka Chojnice · Paweł Zawistowski 30' · Daniel Feruga 44' | 2:0(2:0)Raport | Zagłębie Sosnowiec       | Stadion Miejski Chojniczanka, Chojnice Sędzia: Kornel Paszkiewicz (Wrocław) |
|                    | kartki: · Marcin Biernat · Daniel Feruga                          |                | kartki: · Jovan Ninković |                                                                             |

| 13 maja 2016 20:30 | Stomil Olsztyn           | 0:4(0:0)Raport | Arka Gdynia · 55' Gastón Sangoy · 57' Yannick Kakoko · 64' Marcus Vinícius · 64' Rafał Siemaszko | Stadion OSiR, Olsztyn Sędzia: Konrad Kiełczewski (Białystok) |
|                    | kartki: · Paweł Głowacki |                | kartki: · Antoni Łukasiewicz                                                                     |                                                              |

| 14 maja 2016 19:46 | Bytovia Bytów · Michał Rzuchowski 6' · Janusz Surdykowski 6'                                       | 2:1(2:0)Raport | MKS Kluczbork · 74' Tomasz Swędrowski                                                                                         | Stadion MOSiR, Bytów Sędzia: Mateusz Złotnicki (Lublin) |
|                    | kartki: · Marek Opałacz · Adrian Chomiuk · Bartłomiej Poczobut · Omar Monterde · Michał Jakóbowski |                | kartki: · Radosław Kursa · 90' Bartosz Brodziński · Łukasz Uszalewski · Tomasz Swędrowski · Marcin Nowacki · Kamil Nitkiewicz |                                                         |

| 15 maja 2016 17:00 | Pogoń Siedlce · Daniel Gołębiewski 4' · Konrad Wrzesiński 18' | 2:0(2:0)Raport | Rozwój Katowice                         | Stadion ROSRRiT, Siedlce Widzów: 1618 Sędzia: Artur Aluszyk (Szczecin) |
|                    | kartki: · Rafał Zembrowski · Daniel Gołębiewski               |                | kartki: · Michał Gałecki · Adam Czerkas |                                                                        |

| 14 maja 2016 18:00 | Olimpia Grudziądz                                        | 0:1(0:1)Raport | Miedź Legnica · 18' Michał Stasiak | Stadion Miejski, Grudziądz Widzów: 1053 Sędzia: Piotr Idzik (Poznań) |
|                    | kartki: · Matic Žitko · Patryk Skórecki · Kamil Kurowski |                | kartki: · Łukasz Garguła           |                                                                      |

| 15 maja 2016 17:00 | Sandecja Nowy Sącz · Arkadiusz Aleksander 49', 84' | 2:0(0:0)Raport | GKS Bełchatów                            | Stadion im. Ojca Władysława Augustynka, Nowy Sącz Sędzia: Jacek Małyszek (Lublin) |
|                    |                                                    |                | kartki: · Łukasz Wroński · Szymon Zgarda |                                                                                   |

### 32. kolejka (20 maja – 22 maja)
| 21 maja 2016 19:00 | Wigry Suwałki · Kamil Adamek 53', 59'        | 2:0(0:0)Raport | Sandecja Nowy Sącz | Stadion Miejski, Suwałki Widzów: 2050 Sędzia: Łukasz Bednarek (Koszalin) |
|                    | kartki: · Martin Baran · Adrian Karankiewicz |                |                    |                                                                          |

| 21 maja 2016 17:00 | GKS Bełchatów · Aghwan Papikjan 18'                                            | 1:2(1:0)Raport | Olimpia Grudziądz · 70' Damian Ciechanowski · 76' Marcin Smoliński                  | GIEKSA Arena, Bełchatów Widzów: 3740 Sędzia: Mariusz Złotek (Stalowa Wola) |
|                    | kartki: · Seweryn Michalski · Patryk Rachwał · Szymon Zgarda · Aghwan Papikjan |                | kartki: · Arkadiusz Kasperkiewicz · Marcin Smoliński · Sebastian Bartlewski · Nildo |                                                                            |

| 21 maja 2016 17:00 | Miedź Legnica · Petteri Forsell 23', 86' · Tomasz Midzierski 48' · Damian Rasak 65' | 4:0(1:0)Raport | Rozwój Katowice                     | Stadion Miejski, Legnica Sędzia: Dominik Sulikowski (Gdańsk) |
|                    |                                                                                     |                | kartki: · Robert Tkocz · Patryk Kun |                                                              |

| 21 maja 2016 17:00 | Pogoń Siedlce          | 0:0(0:0)Raport | Bytovia Bytów                                                      | Stadion ROSRRiT, Siedlce Widzów: 1638 Sędzia: Mariusz Korpalski (Toruń) |
|                    | kartki: · Daniel Chyła |                | kartki: · Bartłomiej Poczobut · Jakub Serafin · Janusz Surdykowski |                                                                         |

| 21 maja 2016 19:00 | MKS Kluczbork · Rafał Niziołek 20' (k) · Kamil Nitkiewicz 43' · Rafał Remisz 65' (s) | 3:0(2:0)Raport | Stomil Olsztyn                                                                       | Stadion Miejski, Kluczbork Widzów: 1200 Sędzia: Piotr Lasyk (Bytom) |
|                    | kartki: · Łukasz Ganowicz · Kamil Nitkiewicz · Michał Szewczyk                       |                | kartki: · Piotr Klepczarek II · Rafał Remisz · Jarosław Ratajczak · Łukasz Jegliński |                                                                     |

| 22 maja 2016 12:45 | Arka Gdynia                     | 0:0(0:0)Raport | Chojniczanka Chojnice                          | Stadion Miejski, Gdynia Widzów: 6473 Sędzia: Tomasz Radkiewicz (Łódź) |
|                    | kartki: · Alan · Miroslav Božok |                | kartki: · Rafał Grzelak · Bartłomiej Niedziela |                                                                       |

|  | Zagłębie Sosnowiec | 3:0(walkower) | Dolcan Ząbki |  |
|  |                    |               |              |  |

| 21 maja 2016 17:00 | GKS Katowice | 0:0(0:0)Raport | Chrobry Głogów | Stadion GKS, Katowice Widzów: 1350 Sędzia: Paweł Pskit (Łódź) |
|                    |              |                |                |                                                               |

| 20 maja 2016 18:00 | Wisła Płock · Damian Piotrowski 17' · Arkadiusz Reca 51', 63' · Piotr Wlazło 61' · Mikołaj Lebedyński 78' | 5:0(1:0)Raport | Zawisza Bydgoszcz      | Stadion im. Kazimierza Górskiego, Płock Widzów: 7400 Sędzia: Tomasz Kwiatkowski (Warszawa) |
|                    | kartki: · Cezary Stefaczyk                                                                                |                | kartki: · Kamil Drygas |                                                                                            |

### 33. kolejka (29 maja)
| 29 maja 2016 15:00 | Wisła Płock | 0:0(0:0)Raport | Wigry Suwałki          | Stadion im. Kazimierza Górskiego, Płock Widzów: 3270 Sędzia: Piotr Idzik (Poznań) |
|                    |             |                | kartki: · Miłosz Kozak |                                                                                   |

| 29 maja 2016 15:00 | Zawisza Bydgoszcz     | 0:3(0:0)Raport | GKS Katowice · 73' Grzegorz Goncerz · 75' Patryk Szymański · 79' Sławomir Duda | Stadion im. Zdzisława Krzyszkowiaka, Bydgoszcz Sędzia: Konrad Kiełczewski (Białystok) |
|                    | kartki: · Toni Markić |                | kartki: · Mateusz Kamiński                                                     |                                                                                       |

| 29 maja 2016 15:00 | Chrobry Głogów · Dominik Kościelniak 4' | 1:3(1:0)Raport | Zagłębie Sosnowiec · 56' Łukasz Sołowiej · 57' Jakub Arak · 90' Michał Fidziukiewicz | Stadion Chrobrego, Głogów Widzów: 1201 Sędzia: Tomasz Wajda (Żywiec) |
|                    | kartki: · Mateusz Machaj                |                |                                                                                      |                                                                      |

|  | Dolcan Ząbki | 0:3(walkower) | Arka Gdynia |  |
|  |              |               |             |  |

| 29 maja 2016 15:00 | Chojniczanka Chojnice · Marcin Biernat 16', 37' · Przemysław Pietruszka 45' | 3:1(3:0)Raport | MKS Kluczbork · 72' Kamil Nitkiewicz        | Stadion Miejski Chojniczanka, Chojnice Widzów: 1300 Sędzia: Zbigniew Dobrynin (Łódź) |
|                    | kartki: · Wojciech Lisowski · Piotr Kieruzel · Rafał Grzelak                |                | kartki: · Kamil Nitkiewicz · Rafał Niziołek |                                                                                      |

| 29 maja 2016 15:00 | Stomil Olsztyn · Karol Żwir 12' · Tsubasa Nishi 38' | 2:0(2:0)Raport | Pogoń Siedlce                             | Stadion OSiR, Olsztyn Widzów: 1900 Sędzia: Marcin Borski (Warszawa) |
|                    | kartki: · Janusz Bucholc · Igor Biedrzycki          |                | kartki: · Daniel Dybiec · Mariusz Rybicki |                                                                     |

| 29 maja 2016 15:00 | Bytovia Bytów                                                                          | 0:0(0:0)Raport | Miedź Legnica                  | Stadion MOSiR, Bytów Widzów: 810 Sędzia: Karol Rudziński (Olsztyn) |
|                    | kartki: · Krzysztof Bąk · Adrian Chomiuk · Michał Rzuchowski 90' · Bartłomiej Poczobut |                | kartki: · Wojciech Łobodziński |                                                                    |

| 29 maja 2016 15:00 | Rozwój Katowice · Tomasz Wróbel 64' · Konrad Nowak 84' | 2:1(0:1)Raport | GKS Bełchatów · 27' Alen Ploj | Stadion Rozwoju, Katowice Widzów: 535 Sędzia: Marek Opaliński (Legnica) |
|                    | kartki: · Patryk Kun · Michał Gałecki                  |                | kartki: · Piotr Witasik       |                                                                         |

| 29 maja 2016 15:00 | Olimpia Grudziądz · Matic Žitko 50' · Nildo 64', 79'         | 3:2(0:2)Raport | Sandecja Nowy Sącz · 13' Kamil Słaby · 27' Dawid Janczyk                                                                                        | Stadion Miejski, Grudziądz Widzów: 2500 Sędzia: Sebastian Jarzębak (Bytom) |
|                    | kartki: · Matic Žitko · Dejan Žigon · Oskar Trzepacz · Nildo |                | kartki: · 76' Witalij Berezowśkyj · Filip Piszczek · Szymon Kuźma · Grzegorz Baran · Wojciech Trochim · Maciej Małkowski · Arkadiusz Aleksander |                                                                            |

### 34. kolejka (5 czerwca)
| 5 czerwca 2016 15:00 | Wigry Suwałki · Damian Kądzior 21' (k), 36' | 2:1(2:0)Raport | Olimpia Grudziądz · 58' (k) Adam Banasiak  | Stadion Miejski, Suwałki Widzów: 2355 Sędzia: Konrad Gąsiorowski (Biała Podlaska) |
|                      | kartki: · Bartłomiej Kalinkowski            |                | kartki: · Adam Banasiak · Marcin Kaczmarek |                                                                                   |

| 5 czerwca 2016 15:00 | Sandecja Nowy Sącz · Dawid Janczyk 36' | 1:0(1:0)Raport | Rozwój Katowice                                  | Stadion im. Ojca Władysława Augustynka, Nowy Sącz Widzów: 1112 Sędzia: Szymon Lizak (Poznań) |
|                      | kartki: · Mateusz Bartków              |                | kartki: · Przemysław Gałecki · Łukasz Winiarczyk |                                                                                              |

| 5 czerwca 2016 15:00 | GKS Bełchatów · Albin Maciejewski 2' · Alen Ploj 42', 64' · Dawid Flaszka 51', 76' | 5:1(2:0)Raport | Bytovia Bytów · 71' Artur Formela | GIEKSA Arena, Bełchatów Widzów: 1321 Sędzia: Kornel Paszkiewicz (Wrocław) |
|                      | kartki: · Mateusz Szymorek                                                         |                |                                   |                                                                           |

| 5 czerwca 2016 15:00 | Miedź Legnica · Petteri Forsell 72'                            | 1:0(0:0)Raport | Stomil Olsztyn                                                 | Stadion Miejski, Legnica Widzów: 2233 Sędzia: Łukasz Szczech (Warszawa) |
|                      | kartki: · Paweł Kapsa · Grzegorz Bartczak · Adrian Łuszkiewicz |                | kartki: · Piotr Klepczarek II · Paweł Głowacki · Tsubasa Nishi |                                                                         |

| 5 czerwca 2016 15:00 | Pogoń Siedlce · Rafał Zembrowski 63'                            | 1:0(0:0)Raport | Chojniczanka Chojnice                                        | Stadion ROSRRiT, Siedlce Widzów: 2503 Sędzia: Piotr Lasyk (Bytom) |
|                      | kartki: · Daniel Chyła · Marcin Paczkowski · Krzysztof Bodziony |                | kartki: · Wojciech Lisowski · Daniel Feruga · Andrzej Rybski |                                                                   |

|  | MKS Kluczbork | 3:0(walkower) | Dolcan Ząbki |  |
|  |               |               |              |  |

| 5 czerwca 2016 15:00 | Arka Gdynia · Rashid Yussuff 85'                | 1:1(0:1)Raport | Chrobry Głogów · 1' Łukasz Szczepaniak       | Stadion GOSiR, Gdynia Widzów: 11503 Sędzia: Paweł Malec (Łódź) |
|                      | kartki: · Michał Marcjanik · Krzysztof Sobieraj |                | kartki: · Marcel Gąsior · Łukasz Szczepaniak |                                                                |

| 5 czerwca 2016 15:00 | Zagłębie Sosnowiec · Łukasz Sołowiej 6' · Sebastian Dudek 20' | 2:1(2:0)Raport | Zawisza Bydgoszcz · 65' (k) Szymon Lewicki | Stadion Ludowy, Sosnowiec Widzów: 1200 Sędzia: Mariusz Złotek (Stalowa Wola) |
|                      | kartki: · Wojciech Fabisiak 62'                               |                | kartki: · Sebastian Kamiński               |                                                                              |

| 5 czerwca 2016 15:00 | GKS Katowice · Tomasz Zahorski 7' · Oskar Stanik 90' | 2:1(1:1)Raport | Wisła Płock · 43' Mikołaj Lebedyński | Stadion GKS, Katowice Widzów: 2800 Sędzia: Mariusz Korpalski (Toruń) |
|                      | kartki: · Alan Czerwiński · Patryk Szymański         |                |                                      |                                                                      |